# Segunda División de España 2024-25
La Segunda División de España 2024-25 (denominada LALIGA Hypermotion por motivos de patrocinio) fue la 94.ª edición de la segunda competición del sistema de ligas de fútbol de España. Organizado por la Liga Nacional de Fútbol Profesional (LALIGA), el torneo comenzó el 15 de agosto de 2024 y terminó el 21 de junio de 2025, tras la disputa de la segunda fase del campeonato, consistente en la promoción de ascenso a Primera División.

## Sistema de competición
La competición consta de un grupo único integrado por veintidós clubes de toda la geografía española. Siguiendo un sistema de liga, los veintidós equipos se enfrentan todos contra todos en dos ocasiones, una en campo propio y otra en campo contrario, sumando un total de 42 jornadas. El orden de los encuentros se decide por sorteo antes de empezar la competición y la clasificación final se establece teniendo en cuenta los puntos obtenidos en cada enfrentamiento, a razón de tres por partido ganado, uno por empate y ninguno en caso de derrota. 
- Si al finalizar el campeonato dos equipos igualan a puntos, los mecanismos para desempatar la clasificación son los siguientes:

1. Mayor diferencia entre goles a favor y en contra en los enfrentamientos entre ambos.
2. Mayor diferencia de goles a favor y en contra en todos los encuentros del campeonato.
3. Mayor número de goles a favor teniendo en cuenta todos los encuentros del campeonato.
4. Mejor clasificación en los criterios del juego limpio.
5. Partido de desempate en campo neutral, designado por la RFEF, siguiendo los criterios recogidos en el Reglamento General.

- Si el empate a puntos se produce entre tres o más clubes, los mecanismos para desempatar la clasificación son los siguientes:

1. Mayor puntuación a tenor de los resultados de los partidos jugados entre sí por los clubes implicados.
2. Mayor diferencia de goles a favor y en contra, considerando únicamente los partidos jugados entre sí por los clubes implicados.
3. Mayor diferencia de goles a favor y en contra teniendo en cuenta todos los encuentros del campeonato.
4. Mayor número de goles a favor teniendo en cuenta todos los encuentros del campeonato.
5. Mejor clasificación en los criterios del juego limpio.
6. Partido de desempate en campo neutral, designado por la RFEF, siguiendo los criterios recogidos en el Reglamento General.

Cabe destacar que los criterios de desempate para empates múltiples tienen carácter excluyente, es decir, si algún criterio resuelve el desempate de forma parcial se seguirán aplicando los sucesivos criterios para los equipos que aún continúen en igualdad.

### Efectos de la clasificación
El equipo que más puntos sumó al final del campeonato, el Levante U. D., fue proclamado campeón de Segunda División y junto al segundo clasificado, el Elche C. F., obtuvo de forma directa una plaza en la próxima edición de Primera División. Los cuatro siguientes clasificados (3.ª a 6.ª posiciones) disputaron la promoción de ascenso a Primera División por eliminación directa a doble partido, cuyo vencedor, el Real Oviedo, consiguió también el ascenso de categoría. Ninguno de los dos métodos de ascenso contemplan la participación de equipos filiales. Por otra parte, los cuatro últimos clasificados descendieron a Primera Federación. Estas siete plazas fueron ocupadas el año siguiente por tres equipos descendidos de Primera División y cuatro equipos ascendidos de Primera Federación.

## Equipos participantes

### Ascensos y descensos
Un total de veintidós equipos disputaron la liga: quince equipos que permanecieron de la temporada anterior, tres equipos descendidos de la Primera División de España 2023-24 y cuatro equipos ascendidos de la Primera Federación 2023-24, de los cuales dos ascendieron como campeones de grupo y los otros dos tras superar una promoción de ascenso. La siguiente tabla muestra los intercambios de plazas previos al comienzo de esta temporada:
| Pos. | Ascendidos a Primera División |
| ---- | ----------------------------- |
| 1.°  | C. D. Leganés                 |
| 2.°  | Real Valladolid C. F.         |
| 4.º  | R. C. D. Espanyol             |

| Pos.     | Ascendidos de 1.ª Federación |
| -------- | ---------------------------- |
| 1.º (I)  | Deportivo de La Coruña       |
| 1.º (II) | C. D. Castellón              |
| 2.º (II) | Córdoba C. F.                |
| 3.º (II) | Málaga C. F.                 |

| Pos. | Descendidos de Primera División |
| ---- | ------------------------------- |
| 18.º | Cádiz C. F.                     |
| 19.º | U. D. Almería                   |
| 20.º | Granada C. F.                   |

| Pos. | Descendidos a 1.ª Federación |
| ---- | ---------------------------- |
| 19.° | S. D. Amorebieta             |
| 20.° | A. D. Alcorcón               |
| 21.° | F. C. Andorra                |
| 22.° | Villarreal C. F. "B"         |

### Equipos por comunidad autónoma
| N.° | Comunidad autónoma   | Equipos                                   |
| --- | -------------------- | ----------------------------------------- |
| 5   | Andalucía            | Almería, Cádiz, Córdoba, Granada y Málaga |
| 4   | Comunidad Valenciana | Castellón, Elche, Eldense y Levante       |
| 2   | Aragón               | Huesca y Real Zaragoza                    |
| 2   | Asturias             | Real Oviedo y Sporting de Gijón           |
| 2   | Castilla y León      | Burgos y Mirandés                         |
| 2   | Galicia              | Deportivo de La Coruña y Racing de Ferrol |
| 1   | Canarias             | Tenerife                                  |
| 1   | Cantabria            | Racing de Santander                       |
| 1   | Castilla-La Mancha   | Albacete                                  |
| 1   | País Vasco           | Eibar                                     |
| 1   | Región de Murcia     | Cartagena                                 |

### Información
| Equipo                 | Ciudad                 | Entrenador                 | Capitán                | Estadio                           | Capacidad | Proveedor | Patrocinador        |
| ---------------------- | ---------------------- | -------------------------- | ---------------------- | --------------------------------- | --------- | --------- | ------------------- |
| Albacete               | Albacete               | Alberto González Fernández | Bernabé Barragán       | Carlos Belmonte                   | 18 000    | Adidas    | Globalcaja          |
| Almería                | Almería                | Rubi                       | Fernando Martínez      | UD Almería Stadium                | 18 331    | Castore   | DAZN                |
| Burgos                 | Burgos                 | Luis Miguel Ramis          | Unai Elgezabal         | El Plantío                        | 12 194    | Adidas    | DIGI                |
| Cádiz                  | Cádiz                  | Gaizka Garitano            | Álex Fernández         | Nuevo Mirandilla                  | 20 724    | Macron    | Silbö Telecom       |
| Cartagena              | Cartagena              | Guillermo Fernández Romo   | Pedro Alcalá           | Cartagonova                       | 13 392    | Macron    | Avatel Telecom      |
| Castellón              | Castellón de la Plana  | Johan Plat                 | Salva Ruiz             | Skyfi Castalia                    | 15 500    | Macron    | Pudgy Penguins      |
| Córdoba                | Córdoba                | Iván Ania                  | Carlos Marín           | Bahrain Victorious Nuevo Arcángel | 21 822    | Joma      | Bahrain Victorious  |
| Deportivo de La Coruña | La Coruña              | Óscar Gilsanz              | Diego Villares         | Abanca-Riazor                     | 32 490    | Kappa     | Estrella Galicia    |
| Eibar                  | Éibar                  | Beñat San José             | Anaitz Arbilla         | Ipurúa                            | 8164      | Hummel    | Eibho               |
| Elche                  | Elche                  | Eder Sarabia               | Pedro Bigas            | Martínez Valero                   | 33 732    | Nike      | VegaFibra           |
| Eldense                | Elda                   | José Luis Oltra            | Sergio Ortuño          | Nuevo Pepico Amat                 | 5776      | Hummel    | Finetwork           |
| Granada                | Granada                | Pacheta                    | Víctor Díaz            | Nuevo Los Cármenes                | 19 336    | Adidas    | Saiko               |
| Huesca                 | Huesca                 | Antonio Hidalgo            | Jorge Pulido           | El Alcoraz                        | 9128      | Soka      | Huesca La Magia     |
| Levante                | Valencia               | Julián Calero              | Pablo Martínez         | Ciutat de València                | 26 354    | Macron    | Marcos Automoción   |
| Málaga                 | Málaga                 | Sergio Pellicer            | Ramón Enriquez         | La Rosaleda                       | 30 044    | Hummel    | Sabor a Málaga      |
| Mirandés               | Miranda de Ebro        | Alessio Lisci              | Alberto Reina          | Anduva                            | 5759      | Adidas    | Miranda Empresas    |
| Racing de Ferrol       | Ferrol                 | Alejandro Menéndez         | Héber Pena             | A Malata                          | 12 042    | Adidas    | Estrella Galicia    |
| Racing de Santander    | Santander              | José Alberto López         | Íñigo Sainz-Maza       | El Sardinero                      | 21 512    | Austral   | Eni Plenitude       |
| Real Oviedo            | Oviedo                 | Veljko Paunović            | Santi Cazorla          | Carlos Tartiere                   | 30 500    | Adidas    | DIGI                |
| Real Zaragoza          | Zaragoza               | Gabi Fernández             | Cristian Darío Álvarez | La Romareda                       | 33 608    | Adidas    | Caravan Fragancias  |
| Sporting de Gijón      | Gijón                  | Asier Garitano             | "Cote" Valdés          | El Molinón                        | 30 000    | Puma      | Siroko              |
| Tenerife               | Santa Cruz de Tenerife | Álvaro Cervera             | Aitor Sanz             | Heliodoro Rodríguez               | 22 824    | Hummel    | Cabildo de Tenerife |

### Cambio de entrenadores
| Equipo                 | Entrenador (Jornadas)        | Fecha de vacante         | Tipo de salida     | Posición en la tabla | Entrenador entrante      | Fecha de nombramiento    |
| ---------------------- | ---------------------------- | ------------------------ | ------------------ | -------------------- | ------------------------ | ------------------------ |
| Tenerife               | Óscar Cano (1–5)             | 15 de septiembre de 2024 | Destitución        | 22.º                 | Pepe Mel                 | 16 de septiembre de 2024 |
| Granada                | Guillermo Abascal (1–6)      | 21 de septiembre de 2024 | Destitución        | 16.º                 | Fran Escribá             | 23 de septiembre de 2024 |
| Cartagena              | Abelardo Fernández (1–6)     | 25 de septiembre de 2024 | Destitución        | 20.º                 | Jandro Castro            | 25 de septiembre de 2024 |
| Deportivo de La Coruña | Imanol Idiakez (1–12)        | 28 de octubre de 2024    | Destitución        | 20.º                 | Óscar Gilsanz            | 5 de noviembre de 2024   |
| Burgos                 | Jon Pérez Bolo (1–12)        | 28 de octubre de 2024    | Destitución        | 16.º                 | Luis Miguel Ramis        | 30 de octubre de 2024    |
| Cádiz                  | Paco López (1–18)            | 8 de diciembre de 2024   | Destitución        | 19.º                 | Gaizka Garitano          | 8 de diciembre de 2024   |
| Real Zaragoza          | Víctor Fernández (1–20)      | 18 de diciembre de 2024  | Dimisión           | 13.º                 | David Navarro Arenaz INT | 18 de diciembre de 2024  |
| Tenerife               | Pepe Mel (6–21)              | 20 de diciembre de 2024  | Destitución        | 22.º                 | Álvaro Cervera           | 23 de diciembre de 2024  |
| Real Zaragoza          | David Navarro Arenaz (21)    | 27 de diciembre de 2024  | Fin de interinidad | 11.º                 | Miguel Ángel Ramírez     | 27 de diciembre de 2024  |
| Cartagena              | Jandro Castro (7–22)         | 12 de enero de 2025      | Destitución        | 21.º                 | Guillermo Fernández Romo | 14 de enero de 2025      |
| Eldense                | Dani Ponz (1–23)             | 18 de enero de 2025      | Destitución        | 19.º                 | José Luis Oltra          | 20 de enero de 2025      |
| Castellón              | Dick Schreuder (1–23)        | 20 de enero de 2025      | Destitución        | 14.º                 | Johan Plat               | 20 de enero de 2025      |
| Racing de Ferrol       | Cristóbal Parralo (1–23)     | 20 de enero de 2025      | Destitución        | 20.º                 | Alejandro Menéndez       | 22 de enero de 2025      |
| Eibar                  | Joseba Etxeberria (1–27)     | 16 de febrero de 2025    | Destitución        | 17.º                 | Beñat San José           | 17 de febrero de 2025    |
| Real Zaragoza          | Miguel Ángel Ramírez (22–31) | 16 de marzo de 2025      | Destitución        | 18.º                 | Gabi Fernández           | 16 de marzo de 2025      |
| Real Oviedo            | Javier Calleja (1–32)        | 25 de marzo de 2025      | Destitución        | 6.º                  | Veljko Paunović          | 25 de marzo de 2025      |
| Sporting de Gijón      | Rubén Albés (1–34)           | 6 de abril de 2025       | Destitución        | 17.º                 | Asier Garitano           | 8 de abril de 2025       |
| Granada                | Fran Escribá (7–39)          | 14 de mayo de 2025       | Destitución        | 7.º                  | Pacheta                  | 14 de mayo de 2025       |

## Árbitros
1. Adrián Cordero Vega
2. Alejandro Quintero González
3. Álvaro Moreno Aragón
4. Andrés Fuentes Molina
5. Carlos Muñiz Muñoz
6. Daniel Palencia Caballero
7. Dámaso Arcediano Monescillo
8. Eder Mallo Fernández
9. Germán Cid Camacho
10. Iosu Galech Apezteguía
11. Jon Ander González Esteban
12. José Antonio Sánchez Villalobos
13. José Luis Guzmán Mansilla
14. Manuel Ángel Pérez Hernández
15. Manuel Jesús Orellana Cid
16. Marta Huerta de Aza
17. Miguel González Díaz
18. Miguel Sesma Espinosa
19. Oliver de la Fuente Ramos
20. Rafael Sánchez López
21. Rubén Ávalos Barrera
22. Salvador Lax Franco
23. Saúl Ais Reig
24. Sergiu Claudiu Muresan Muresan

## Desarrollo

### Clasificación
| Pos. | Equipo                 | Pts. | PJ | G  | E  | P  | GF | GC | Dif. | Clasificación 2024-25                   |
| ---- | ---------------------- | ---- | -- | -- | -- | -- | -- | -- | ---- | --------------------------------------- |
| 1    | Levante U. D. (A, C)   | 79   | 42 | 22 | 13 | 7  | 69 | 42 | +27  | Ascenso a Primera División              |
| 2    | Elche C. F. (A)        | 77   | 42 | 22 | 11 | 9  | 59 | 34 | +25  | Ascenso a Primera División              |
| 3    | Real Oviedo (A)        | 75   | 42 | 21 | 12 | 9  | 56 | 42 | +14  | Promoción de ascenso a Primera División |
| 4    | C. D. Mirandés         | 75   | 42 | 22 | 9  | 11 | 59 | 40 | +19  | Promoción de ascenso a Primera División |
| 5    | Racing de Santander    | 71   | 42 | 20 | 11 | 11 | 65 | 51 | +14  | Promoción de ascenso a Primera División |
| 6    | U. D. Almería          | 69   | 42 | 19 | 12 | 11 | 72 | 55 | +17  | Promoción de ascenso a Primera División |
| 7    | Granada C. F.          | 65   | 42 | 18 | 11 | 13 | 65 | 54 | +11  |                                         |
| 8    | S. D. Huesca           | 64   | 42 | 18 | 10 | 14 | 58 | 49 | +9   |                                         |
| 9    | S. D. Eibar            | 58   | 42 | 15 | 13 | 14 | 44 | 41 | +3   |                                         |
| 10   | Albacete Balompié      | 58   | 42 | 15 | 13 | 14 | 57 | 57 | 0    |                                         |
| 11   | Sporting de Gijón      | 56   | 42 | 14 | 14 | 14 | 57 | 54 | +3   |                                         |
| 12   | Cádiz C. F.            | 55   | 42 | 14 | 13 | 15 | 55 | 53 | +2   |                                         |
| 13   | Córdoba C. F.          | 55   | 42 | 14 | 13 | 15 | 59 | 63 | −4   |                                         |
| 14   | Burgos C. F.           | 55   | 42 | 15 | 10 | 17 | 41 | 48 | −7   |                                         |
| 15   | Deportivo de La Coruña | 53   | 42 | 13 | 14 | 15 | 56 | 54 | +2   |                                         |
| 16   | Málaga C. F.           | 53   | 42 | 12 | 17 | 13 | 42 | 46 | −4   |                                         |
| 17   | C. D. Castellón        | 53   | 42 | 14 | 11 | 17 | 65 | 63 | +2   |                                         |
| 18   | Real Zaragoza          | 51   | 42 | 13 | 12 | 17 | 56 | 63 | −7   |                                         |
| 19   | C. D. Eldense (D)      | 45   | 42 | 11 | 12 | 19 | 44 | 63 | −19  | Descenso a Primera Federación           |
| 20   | C. D. Tenerife (D)     | 36   | 42 | 8  | 12 | 22 | 35 | 55 | −20  | Descenso a Primera Federación           |
| 21   | Racing de Ferrol (D)   | 30   | 42 | 6  | 12 | 24 | 22 | 64 | −42  | Descenso a Primera Federación           |
| 22   | F. C. Cartagena (D)    | 23   | 42 | 6  | 5  | 31 | 35 | 76 | −41  | Descenso a Primera Federación           |

Actualizado a los partidos jugados el 1 de junio de 2025.
 Fuente: LaLiga Hypermotion
Criterios de clasificación: Puntos · Enfrentamientos directos · Diferencia de goles en enfrentamientos directos · Diferencia de goles · Goles a favor
|                                    |
| Bandera de la Comunidad Valenciana |
| Campeón Levante U. D.              |
| 3.er título                        |

### Evolución de la clasificación
| Jornada / Equipo | 1  | 2  | 3  | 4  | 5  | 6  | 7  | 8  | 9  | 10 | 11 | 12 | 13  | 14  | 15  | 16  | 17  | 18  | 19  | 20  | 21  | 22  | 23  | 24  | 25  | 26  | 27  | 28  | 29 | 30 | 31 | 32 | 33 | 34 | 35 | 36 | 37 | 38 | 39 | 40 | 41 | 42 |
| Jornada / Equipo |    |    |    |    |    |    |    |    |    |    |    |    |     |     |     |     |     |     |     |     |     |     |     |     |     |     |     |     |    |    |    |    |    |    |    |    |    |    |    |    |    |    |
| ---------------- | -- | -- | -- | -- | -- | -- | -- | -- | -- | -- | -- | -- | --- | --- | --- | --- | --- | --- | --- | --- | --- | --- | --- | --- | --- | --- | --- | --- | -- | -- | -- | -- | -- | -- | -- | -- | -- | -- | -- | -- | -- | -- |
| Levante          | 3  | 5  | 6  | 5  | 2  | 6  | 1  | 3  | 4  | 9  | 6  | 2  | 5*  | 7*  | 7*  | 8*  | 5*  | 7*  | 6*  | 8*  | 8*  | 6   | 5   | 4   | 7   | 7   | 7   | 6   | 4  | 2  | 1  | 1  | 2  | 2  | 2  | 2  | 2  | 2  | 2  | 1  | 1  | 1  |
| Elche            | 19 | 21 | 14 | 19 | 18 | 14 | 11 | 13 | 13 | 12 | 11 | 10 | 6   | 8   | 8   | 9*  | 6   | 5   | 5   | 5   | 4   | 3   | 4   | 2   | 5   | 3   | 4   | 1   | 5  | 3  | 4  | 3  | 1  | 1  | 1  | 1  | 1  | 1  | 1  | 3  | 2  | 2  |
| Oviedo           | 6  | 10 | 13 | 17 | 11 | 12 | 9  | 10 | 8  | 7  | 4  | 8  | 4   | 4   | 2   | 5   | 8   | 8   | 4   | 4   | 5   | 7   | 6   | 5   | 6   | 5   | 5   | 2   | 6  | 6  | 6  | 6  | 6  | 5  | 5  | 4  | 4  | 4  | 5  | 4  | 3  | 3  |
| Mirandés         | 7  | 9  | 9  | 9  | 6  | 8  | 6  | 8  | 6  | 2  | 8  | 3  | 7   | 6   | 5   | 2   | 3   | 2   | 3   | 3   | 2   | 4   | 3   | 6   | 3   | 4   | 1   | 5   | 3  | 1  | 3  | 2  | 4  | 4  | 4  | 5  | 5  | 5  | 3  | 2  | 4  | 4  |
| Racing           | 10 | 12 | 4  | 3  | 1  | 1  | 3  | 1  | 1  | 1  | 1  | 1  | 1   | 1   | 1   | 1   | 1   | 1   | 1   | 2   | 3   | 3   | 2   | 1   | 1   | 1   | 2   | 3   | 1  | 4  | 2  | 4  | 3  | 3  | 3  | 3  | 3  | 3  | 4  | 5  | 5  | 5  |
| Almería          | 12 | 7  | 8  | 12 | 17 | 17 | 20 | 17 | 19 | 17 | 12 | 13 | 13* | 12* | 9*  | 7*  | 2   | 3   | 2   | 1   | 1   | 1   | 1   | 3   | 2   | 6   | 6   | 7   | 7  | 7  | 7  | 7  | 7  | 7  | 7  | 8  | 7  | 6  | 6  | 6  | 6  | 6  |
| Granada          | 16 | 11 | 17 | 16 | 16 | 16 | 17 | 14 | 11 | 6  | 3  | 6  | 9   | 5   | 4   | 4   | 7   | 6   | 10  | 7   | 7   | 8   | 8   | 8   | 8   | 8   | 8   | 8   | 8  | 8  | 8  | 8  | 8  | 8  | 8  | 6  | 6  | 7  | 7  | 7  | 7  | 7  |
| Huesca           | 9  | 3  | 1  | 2  | 7  | 4  | 5  | 2  | 3  | 3  | 9  | 9  | 10* | 11* | 13* | 13  | 12  | 9   | 7   | 6   | 6   | 5   | 7   | 7   | 4   | 2   | 3   | 4   | 2  | 5  | 5  | 5  | 5  | 6  | 6  | 7  | 8  | 8  | 8  | 8  | 8  | 8  |
| Eibar            | 8  | 6  | 5  | 4  | 3  | 5  | 7  | 9  | 7  | 10 | 7  | 11 | 11  | 13  | 11  | 12  | 11  | 13  | 11  | 12  | 13  | 11  | 10  | 11  | 13  | 14  | 17  | 16  | 15 | 13 | 14 | 12 | 13 | 13 | 12 | 12 | 13 | 15 | 13 | 9  | 9  | 9  |
| Albacete         | 5  | 2  | 3  | 10 | 13 | 9  | 14 | 15 | 14 | 11 | 14 | 14 | 14  | 14  | 14  | 14  | 13  | 12  | 13  | 14  | 15  | 14  | 16  | 13  | 16  | 12  | 15  | 17  | 16 | 17 | 16 | 13 | 9  | 12 | 13 | 13 | 9  | 11 | 10 | 11 | 10 | 10 |
| Sporting         | 14 | 16 | 18 | 11 | 14 | 15 | 13 | 7  | 5  | 8  | 5  | 7  | 3   | 2   | 3   | 3   | 4   | 4   | 9   | 9   | 9   | 9   | 9   | 10  | 9   | 9   | 9   | 10  | 11 | 12 | 13 | 16 | 16 | 17 | 15 | 14 | 15 | 17 | 15 | 17 | 14 | 11 |
| Cádiz            | 22 | 18 | 19 | 13 | 12 | 10 | 15 | 18 | 16 | 19 | 20 | 17 | 18  | 18  | 15  | 16  | 17  | 19  | 17  | 18  | 18  | 18  | 17  | 14  | 14  | 11  | 10  | 11  | 14 | 10 | 9  | 11 | 12 | 14 | 14 | 15 | 14 | 13 | 14 | 14 | 11 | 12 |
| Córdoba          | 20 | 15 | 22 | 21 | 15 | 18 | 16 | 16 | 18 | 15 | 17 | 15 | 15* | 16* | 17* | 19* | 19  | 17  | 18  | 16  | 14  | 16  | 13  | 15  | 11  | 15  | 11  | 9   | 9  | 9  | 10 | 9  | 14 | 10 | 10 | 10 | 10 | 9  | 9  | 10 | 13 | 13 |
| Burgos           | 2  | 4  | 11 | 6  | 5  | 3  | 2  | 4  | 9  | 13 | 13 | 16 | 16  | 17  | 19  | 17  | 18  | 16  | 15  | 17  | 16  | 15  | 18  | 18* | 18* | 18* | 18* | 18* | 17 | 16 | 11 | 10 | 10 | 9  | 9  | 9  | 11 | 12 | 11 | 12 | 12 | 14 |
| Deportivo        | 17 | 19 | 15 | 15 | 19 | 19 | 18 | 19 | 17 | 18 | 19 | 20 | 17  | 15  | 16  | 18  | 15  | 15  | 16* | 15* | 17* | 17* | 15* | 17* | 12  | 10  | 12  | 13  | 10 | 11 | 12 | 14 | 11 | 11 | 11 | 11 | 12 | 10 | 12 | 13 | 15 | 15 |
| Málaga           | 13 | 13 | 7  | 8  | 8  | 7  | 12 | 12 | 12 | 14 | 15 | 12 | 12* | 10* | 10* | 10* | 14  | 14  | 14  | 11  | 10  | 10  | 11  | 12  | 15  | 17  | 14  | 12  | 13 | 15 | 17 | 15 | 15 | 16 | 17 | 17 | 17 | 14 | 17 | 15 | 16 | 16 |
| Castellón        | 18 | 17 | 10 | 14 | 9  | 13 | 10 | 6  | 10 | 5  | 10 | 5  | 8*  | 9*  | 12* | 11* | 10  | 11  | 8   | 10  | 12  | 13  | 14  | 16  | 17  | 16  | 13  | 14  | 12 | 14 | 15 | 17 | 17 | 15 | 16 | 16 | 16 | 16 | 16 | 16 | 18 | 17 |
| Zaragoza         | 1  | 1  | 2  | 1  | 4  | 2  | 4  | 5  | 2  | 4  | 2  | 4  | 2   | 3   | 6   | 6   | 9   | 10  | 12  | 13  | 11  | 12  | 12  | 9   | 10  | 13  | 16  | 15  | 18 | 18 | 18 | 18 | 18 | 18 | 18 | 18 | 18 | 18 | 18 | 18 | 17 | 18 |
| Eldense          | 4  | 8  | 12 | 7  | 10 | 11 | 8  | 11 | 15 | 16 | 16 | 18 | 19* | 20* | 18* | 15  | 16  | 18  | 19  | 19  | 19  | 19  | 19  | 19  | 19  | 19  | 19  | 19  | 19 | 19 | 19 | 19 | 19 | 19 | 19 | 19 | 19 | 19 | 19 | 19 | 19 | 19 |
| Tenerife         | 15 | 20 | 20 | 22 | 22 | 22 | 22 | 22 | 22 | 22 | 22 | 21 | 21  | 21* | 21* | 21* | 21* | 22* | 22* | 22* | 22* | 22* | 21* | 21* | 21  | 21  | 21  | 21  | 21 | 20 | 21 | 20 | 20 | 20 | 20 | 20 | 20 | 20 | 20 | 20 | 20 | 20 |
| Ferrol           | 11 | 14 | 21 | 20 | 20 | 21 | 21 | 21 | 20 | 20 | 18 | 19 | 20* | 19* | 20* | 20* | 20  | 20  | 20  | 20  | 20  | 20  | 20  | 20* | 20* | 20* | 20* | 20* | 20 | 21 | 20 | 21 | 21 | 21 | 21 | 21 | 21 | 21 | 21 | 21 | 21 | 21 |
| Cartagena        | 21 | 22 | 16 | 18 | 21 | 20 | 19 | 20 | 21 | 21 | 21 | 22 | 22  | 22  | 22  | 22  | 22  | 21  | 21  | 21  | 21  | 21  | 22  | 22  | 22  | 22  | 22  | 22  | 22 | 22 | 22 | 22 | 22 | 22 | 22 | 22 | 22 | 22 | 22 | 22 | 22 | 22 |

* Indica que la posición fue provisional en dicha jornada al tratarse de un equipo con un número distinto de partidos disputados con respecto a la mayoría de participantes.

## Resultados
| Granada C. F.          | 1 – 2 | Albacete Balompié | Nuevo Los Cármenes | 15 de agosto | 20:30 | Ais Reig             | 13 265 |
| C. D. Mirandés         | 1 – 0 | Córdoba C. F.     | Anduva             | 16 de agosto | 19:00 | González Díaz        | 3 005  |
| Cádiz C. F.            | 0 – 4 | Real Zaragoza     | Nuevo Mirandilla   | 16 de agosto | 21:30 | Arcediano Monescillo | 16 970 |
| Racing de Ferrol       | 2 – 2 | Málaga C. F.      | A Malata           | 17 de agosto | 17:00 | Sesma Espinosa       | 7 541  |
| S. D. Eibar            | 1 – 0 | C. D. Castellón   | Ipurúa             | 17 de agosto | 17:00 | Mallo Fernández      | 3 538  |
| Deportivo de La Coruña | 0 – 1 | Real Oviedo       | Abanca-Riazor      | 17 de agosto | 19:00 | Lax Franco           | 25 715 |
| Sporting de Gijón      | 1 – 2 | Levante U. D.     | El Molinón         | 18 de agosto | 17:00 | Guzmán Mansilla      | 23 319 |
| Racing de Santander    | 2 – 2 | U. D. Almería     | El Sardinero       | 18 de agosto | 17:00 | Moreno Aragón        | 19 697 |
| Burgos C. F.           | 3 – 1 | F. C. Cartagena   | El Plantío         | 18 de agosto | 19:30 | Huerta de Aza        | 9 642  |
| Elche C. F.            | 0 – 1 | S. D. Huesca      | Martínez Valero    | 18 de agosto | 19:30 | Palencia Caballero   | 15 059 |
| C. D. Eldense          | 2 – 1 | C. D. Tenerife    | Nuevo Pepico Amat  | 19 de agosto | 20:30 | De La Fuente Ramos   | 4 168  |

| Racing de Santander | 2 – 2 | S. D. Eibar            | El Sardinero              | 23 de agosto | 19:00 | Sánchez Villalobos | 19 205 |
| S. D. Huesca        | 2 – 1 | Deportivo de La Coruña | El Alcoraz                | 23 de agosto | 21:30 | Galech Apezteguía  | 6 172  |
| Racing de Ferrol    | 0 – 1 | Granada C. F.          | A Malata                  | 24 de agosto | 17:00 | Fuentes Molina     | 7 397  |
| Sporting de Gijón   | 0 – 0 | C. D. Eldense          | El Molinón                | 24 de agosto | 17:00 | Pérez Hernández    | 20 890 |
| Levante U. D.       | 1 – 1 | Cádiz C. F.            | Ciutat de València        | 24 de agosto | 19:00 | Ávalos Barrera     | 14 068 |
| Málaga C. F.        | 1 – 1 | C. D. Mirandés         | La Rosaleda               | 24 de agosto | 21:30 | Muresan            | 26 066 |
| C. D. Tenerife      | 0 – 1 | U. D. Almería          | Heliodoro Rodríguez López | 24 de agosto | 21:30 | Sánchez López      | 14 308 |
| Albacete Balompié   | 1 – 0 | Elche C. F.            | Carlos Belmonte           | 25 de agosto | 19:00 | Orellana Cid       | 11 400 |
| C. D. Castellón     | 0 – 0 | Real Oviedo            | Nou Castalia              | 25 de agosto | 21:30 | González Esteban   | 13 709 |
| F. C. Cartagena     | 1 – 2 | Real Zaragoza          | Cartagonova               | 26 de agosto | 19:00 | Cid Camacho        | 8 800  |
| Córdoba C. F.       | 2 – 2 | Burgos C. F.           | Nuevo Arcángel            | 26 de agosto | 21:30 | Muñiz Muñoz        | 14 415 |

| Granada C. F.          | 1 – 3 | S. D. Huesca        | Nuevo Los Cármenes | 30 de agosto    | 19:00 | González Díaz        | 15 089 |
| Real Oviedo            | 1 – 3 | Racing de Santander | Carlos Tartiere    | 30 de agosto    | 21:30 | Mallo Fernández      | 21 514 |
| Cádiz C. F.            | 2 – 2 | C. D. Tenerife      | Nuevo Mirandilla   | 31 de agosto    | 19:00 | Lax Franco           | 16 518 |
| U. D. Almería          | 1 – 1 | Sporting de Gijón   | UD Almería Stadium | 31 de agosto    | 21:30 | De La Fuente Ramos   | 12 787 |
| Málaga C. F.           | 2 – 1 | Albacete Balompié   | La Rosaleda        | 31 de agosto    | 21:30 | Palencia Caballero   | 25 861 |
| Burgos C. F.           | 0 – 2 | C. D. Castellón     | El Plantío         | 1 de septiembre | 17:00 | Moreno Aragón        | 9 105  |
| Deportivo de La Coruña | 1 – 0 | Racing de Ferrol    | Abanca-Riazor      | 1 de septiembre | 17:00 | Arcediano Monescillo | 26 452 |
| C. D. Mirandés         | 0 – 0 | Real Zaragoza       | Anduva             | 1 de septiembre | 19:00 | Ais Reig             | 4 747  |
| C. D. Eldense          | 1 – 2 | F. C. Cartagena     | Nuevo Pepico Amat  | 1 de septiembre | 19:00 | Guzmán Mansilla      | 4 830  |
| S. D. Eibar            | 2 – 2 | Levante U. D.       | Ipurúa             | 2 de septiembre | 19:00 | Sesma Espinosa       | 5 585  |
| Elche C. F.            | 3 – 1 | Córdoba C. F.       | Martínez Valero    | 2 de septiembre | 21:30 | González Esteban     | 15 264 |

| C. D. Tenerife    | 0 – 1 | Racing de Santander    | Heliodoro Rodríguez López | 6 de septiembre | 21:00 | Galech Apezteguía  | 15 284 |
| Granada C. F.     | 1 – 1 | Deportivo de La Coruña | Nuevo Los Cármenes        | 7 de septiembre | 16:15 | Cid Camacho        | 15 308 |
| S. D. Huesca      | 0 – 1 | Burgos C. F.           | El Alcoraz                | 7 de septiembre | 18:30 | Sánchez Villalobos | 5 334  |
| Sporting de Gijón | 3 – 1 | Real Oviedo            | El Molinón                | 7 de septiembre | 18:30 | Orellana Cid       | 25 706 |
| Córdoba C. F.     | 0 – 0 | Málaga C. F.           | Nuevo Arcángel            | 7 de septiembre | 21:00 | Fuentes Molina     | 18 100 |
| Racing de Ferrol  | 0 – 0 | C. D. Mirandés         | A Malata                  | 8 de septiembre | 14:00 | Sánchez López      | 6 425  |
| F. C. Cartagena   | 0 – 1 | Levante U. D.          | Cartagonova               | 8 de septiembre | 16:15 | Pérez Hernández    | 7 963  |
| C. D. Eldense     | 1 – 0 | U. D. Almería          | Nuevo Pepico Amat         | 8 de septiembre | 18:30 | Muñiz Muñoz        | 4 927  |
| Real Zaragoza     | 3 – 0 | Elche C. F.            | La Romareda               | 8 de septiembre | 18:30 | Ávalos Barrera     | 21 024 |
| Albacete Balompié | 0 – 1 | S. D. Eibar            | Carlos Belmonte           | 9 de septiembre | 21:00 | Muresan            | 10 433 |
| C. D. Castellón   | 1 – 3 | Cádiz C. F.            | Nou Castalia              | 9 de septiembre | 21:00 | Sesma Espinosa     | 13 218 |

| Córdoba C. F.       | 2 – 0 | Deportivo de La Coruña | Nuevo Arcángel     | 13 de septiembre | 20:30 | Mallo Fernández      | 16 435 |
| S. D. Eibar         | 1 – 0 | C. D. Tenerife         | Ipurúa             | 14 de septiembre | 16:15 | Moreno Aragón        | 5 030  |
| Levante U. D.       | 3 – 1 | C. D. Eldense          | Ciutat de València | 14 de septiembre | 16:15 | Palencia Caballero   | 14 904 |
| Racing de Santander | 1 – 0 | Sporting de Gijón      | El Sardinero       | 14 de septiembre | 18:30 | Arcediano Monescillo | 20 846 |
| Málaga C. F.        | 1 – 0 | S. D. Huesca           | La Rosaleda        | 14 de septiembre | 18:30 | Ais Reig             | 26 672 |
| C. D. Mirandés      | 2 – 0 | Albacete Balompié      | Anduva             | 15 de septiembre | 14:00 | Lax Franco           | 2 713  |
| Real Oviedo         | 1 – 0 | F. C. Cartagena        | Carlos Tartiere    | 15 de septiembre | 16:15 | Ávalos Barrera       | 19 492 |
| Burgos C. F.        | 1 – 0 | Real Zaragoza          | El Plantío         | 15 de septiembre | 18:30 | Guzmán Mansilla      | 10 150 |
| Cádiz C. F.         | 0 – 0 | Racing de Ferrol       | Nuevo Mirandilla   | 15 de septiembre | 18:30 | González Esteban     | 16 868 |
| Elche C. F.         | 2 – 2 | Granada C. F.          | Martínez Valero    | 15 de septiembre | 21:00 | De La Fuente Ramos   | 15 455 |
| U. D. Almería       | 2 – 5 | C. D. Castellón        | UD Almería Stadium | 16 de septiembre | 20:30 | González Díaz        | 11 952 |

| Granada C. F.          | 2 – 2 | Málaga C. F.        | Nuevo Los Cármenes        | 20 de septiembre | 20:30 | Galech Apezteguía    | 18 827 |
| Racing de Ferrol       | 1 – 4 | Albacete Balompié   | A Malata                  | 21 de septiembre | 16:15 | Pérez Hernández      | 6 680  |
| C. D. Eldense          | 1 – 1 | Real Oviedo         | Nuevo Pepico Amat         | 21 de septiembre | 18:30 | Sánchez Villalobos   | 3 897  |
| Deportivo de La Coruña | 0 – 2 | Burgos C. F.        | Abanca-Riazor             | 21 de septiembre | 18:30 | Sesma Espinosa       | 22 533 |
| Real Zaragoza          | 2 – 1 | Levante U. D.       | La Romareda               | 21 de septiembre | 21:00 | Sánchez López        | 17 241 |
| C. D. Tenerife         | 1 – 1 | Sporting de Gijón   | Heliodoro Rodríguez López | 22 de septiembre | 14:00 | Cid Camacho          | 15 531 |
| F. C. Cartagena        | 1 – 2 | Cádiz C. F.         | Cartagonova               | 22 de septiembre | 16:15 | Fuentes Molina       | 7 771  |
| C. D. Castellón        | 0 – 1 | Racing de Santander | Nou Castalia              | 22 de septiembre | 16:15 | Orellana Cid         | 12 022 |
| Elche C. F.            | 1 – 0 | C. D. Mirandés      | Martínez Valero           | 22 de septiembre | 18:30 | Muñiz Muñoz          | 16 276 |
| U. D. Almería          | 2 – 2 | S. D. Eibar         | UD Almería Stadium        | 22 de septiembre | 21:00 | Arcediano Monescillo | 10 811 |
| S. D. Huesca           | 4 – 1 | Córdoba C. F.       | El Alcoraz                | 23 de septiembre | 20:30 | Muresan              | 5 899  |

| Albacete Balompié   | 2 – 5 | Deportivo de La Coruña | Carlos Belmonte    | 27 de septiembre | 20:30 | Guzmán Mansilla    | 19 281 |
| Cádiz C. F.         | 1 – 2 | C. D. Eldense          | Nuevo Mirandilla   | 28 de septiembre | 16:15 | De la Fuente Ramos | 15 315 |
| C. D. Mirandés      | 1 – 0 | S. D. Huesca           | Anduva             | 28 de septiembre | 16:15 | Ávalos Barrera     | 3 193  |
| Sporting de Gijón   | 1 – 0 | Real Zaragoza          | El Molinón         | 28 de septiembre | 18:30 | Moreno Aragón      | 22 426 |
| Málaga C. F.        | 0 – 3 | Elche C. F.            | La Rosaleda        | 28 de septiembre | 21:00 | Lax Franco         | 26 377 |
| Levante U. D.       | 4 – 2 | U. D. Almería          | Ciutat de València | 29 de septiembre | 14:00 | González Esteban   | 14 528 |
| Burgos C. F.        | 2 – 2 | Granada C. F.          | El Plantío         | 29 de septiembre | 16:15 | Ais Reig           | 9 890  |
| C. D. Castellón     | 2 – 1 | C. D. Tenerife         | Nou Castalia       | 29 de septiembre | 16:15 | Mallo Fernández    | 11 439 |
| Córdoba C. F.       | 3 – 1 | Racing de Ferrol       | Nuevo Arcángel     | 29 de septiembre | 18:30 | Cid Camacho        | 16 130 |
| Real Oviedo         | 1 – 0 | S. D. Eibar            | Carlos Tartiere    | 29 de septiembre | 18:30 | Sánchez López      | 19 281 |
| Racing de Santander | 1 – 2 | F. C. Cartagena        | El Sardinero       | 30 de septiembre | 20:30 | Palencia Caballero | 16 086 |

| S. D. Huesca           | 3 – 1 | Cádiz C. F.         | El Alcoraz                | 4 de octubre | 20:30 | Pérez Hernández      | 5 949  |
| Racing de Ferrol       | 1 – 0 | Elche C. F.         | A Malata                  | 5 de octubre | 14:00 | Sánchez Villalobos   | 5 489  |
| S. D. Eibar            | 1 – 3 | Sporting de Gijón   | Ipurúa                    | 5 de octubre | 16:15 | Galech Apezteguía    | 5 960  |
| C. D. Mirandés         | 0 – 1 | Granada C. F.       | Anduva                    | 5 de octubre | 16:15 | Muresan              | 3 016  |
| U. D. Almería          | 2 – 0 | Burgos C. F.        | UD Almería Stadium        | 5 de octubre | 18:30 | Fuentes Molina       | 10 391 |
| Real Zaragoza          | 2 – 3 | Racing de Santander | La Romareda               | 5 de octubre | 18:30 | Sesma Espinosa       | 21 341 |
| C. D. Tenerife         | 2 – 0 | F. C. Cartagena     | Heliodoro Rodríguez López | 5 de octubre | 21:00 | Orellana Cid         | 13 590 |
| Deportivo de La Coruña | 0 – 0 | Málaga C. F.        | Abanca-Riazor             | 6 de octubre | 14:00 | Muñiz Muñoz          | 21 346 |
| C. D. Eldense          | 2 – 3 | C. D. Castellón     | Nuevo Pepico Amat         | 6 de octubre | 16:15 | González Esteban     | 5 167  |
| Levante U. D.          | 0 – 0 | Real Oviedo         | Ciutat de València        | 6 de octubre | 18:30 | Arcediano Monescillo | 15 406 |
| Albacete Balompié      | 1 – 1 | Córdoba C. F.       | Carlos Belmonte           | 6 de octubre | 21:00 | González Díaz        | 9 327  |

| C. D. Tenerife      | 2 – 3 | Real Zaragoza          | Heliodoro Rodríguez López | 11 de octubre | 20:30 | Lax Franco         | 15 155 |
| F. C. Cartagena     | 0 – 1 | Racing de Ferrol       | Cartagonova               | 12 de octubre | 16:15 | Ais Reig           | 6 223  |
| Cádiz C. F.         | 2 – 2 | Málaga C. F.           | Nuevo Mirandilla          | 12 de octubre | 18:30 | Moreno Aragón      | 11 507 |
| S. D. Eibar         | 1 – 0 | C. D. Eldense          | Ipurúa                    | 12 de octubre | 18:30 | Mallo Fernández    | 5 097  |
| S. D. Huesca        | 2 – 2 | Albacete Balompié      | El Alcoraz                | 13 de octubre | 14:00 | Cid Camacho        | 5 722  |
| Real Oviedo         | 3 – 2 | U. D. Almería          | Carlos Tartiere           | 13 de octubre | 16:15 | Huerta de Aza      | 19 426 |
| Racing de Santander | 1 – 0 | Levante U. D.          | El Sardinero              | 13 de octubre | 16:15 | Guzmán Mansilla    | 20 680 |
| Burgos C. F.        | 0 – 1 | C. D. Mirandés         | El Plantío                | 13 de octubre | 18:30 | Palencia Caballero | 11 300 |
| Granada C. F.       | 1 – 0 | Córdoba C. F.          | Nuevo Los Cármenes        | 13 de octubre | 18:30 | Sánchez López      | 18 036 |
| Elche C. F.         | 0 – 0 | Deportivo de La Coruña | Martínez Valero           | 13 de octubre | 21:00 | Ávalos Barrera     | 15 810 |
| Sporting de Gijón   | 2 – 1 | C. D. Castellón        | El Molinón                | 14 de octubre | 20:30 | De la Fuente Ramos | 19 940 |

| Córdoba C. F.          | 2 – 1 | F. C. Cartagena     | Nuevo Arcángel     | 18 de octubre | 20:30 | Pérez Hernández      | 15 636 |
| Deportivo de La Coruña | 1 – 1 | C. D. Eldense       | Abanca-Riazor      | 19 de octubre | 16:15 | Galech Apezteguía    | 21 198 |
| Málaga C. F.           | 0 – 0 | Real Oviedo         | La Rosaleda        | 19 de octubre | 16:15 | Sesma Espinosa       | 26 074 |
| C. D. Castellón        | 2 – 0 | Levante U. D.       | Nou Castalia       | 19 de octubre | 18:30 | Sánchez Villalobos   | 12 905 |
| Granada C. F.          | 4 – 0 | C. D. Tenerife      | Nuevo Los Cármenes | 19 de octubre | 18:30 | González Esteban     | 16 582 |
| C. D. Mirandés         | 1 – 0 | S. D. Eibar         | Anduva             | 19 de octubre | 21:00 | Fuentes Molina       | 3 770  |
| Cádiz C. F.            | 0 – 1 | Racing de Santander | Nuevo Mirandilla   | 20 de octubre | 14:00 | Arcediano Monescillo | 15 545 |
| Racing de Ferrol       | 0 – 0 | S. D. Huesca        | A Malata           | 20 de octubre | 16:15 | González Díaz        | 6 732  |
| Elche C. F.            | 2 – 1 | Sporting de Gijón   | Martínez Valero    | 20 de octubre | 18:30 | Orellana Cid         | 17 421 |
| Real Zaragoza          | 1 – 2 | U. D. Almería       | La Romareda        | 20 de octubre | 18:30 | Muresan              | 20 814 |
| Albacete Balompié      | 2 – 0 | Burgos C. F.        | Carlos Belmonte    | 21 de octubre | 20:30 | Muñiz Muñoz          | 9 041  |

| Real Oviedo         | 4 – 1 | C. D. Mirandés         | Carlos Tartiere           | 22 de octubre | 19:00 | Moreno Aragón        | 16 275 |
| C. D. Castellón     | 2 – 3 | Granada C. F.          | Nou Castalia              | 22 de octubre | 21:00 | Huerta de Aza        | 9 431  |
| C. D. Eldense       | 2 – 3 | Real Zaragoza          | Nuevo Pepico Amat         | 23 de octubre | 19:00 | Arcediano Monescillo | 4 158  |
| S. D. Eibar         | 1 – 0 | Cádiz C. F.            | Ipurúa                    | 23 de octubre | 19:00 | Lax Franco           | 5 100  |
| F. C. Cartagena     | 0 – 0 | Elche C. F.            | Cartagonova               | 23 de octubre | 21:00 | De la Fuente Ramos   | 5 637  |
| Racing de Santander | 2 – 0 | Córdoba C. F.          | El Sardinero              | 23 de octubre | 21:00 | Mallo Fernández      | 16 036 |
| U. D. Almería       | 3 – 1 | Albacete Balompié      | UD Almería Stadium        | 24 de octubre | 19:00 | Ávalos Barrera       | 10 808 |
| Levante U. D.       | 2 – 1 | Deportivo de La Coruña | Ciutat de València        | 24 de octubre | 19:00 | Sánchez López        | 13 562 |
| Sporting de Gijón   | 2 – 1 | S. D. Huesca           | El Molinón                | 24 de octubre | 21:00 | Fuentes Molina       | 18 690 |
| C. D. Tenerife      | 0 – 0 | Málaga C. F.           | Heliodoro Rodríguez López | 24 de octubre | 21:00 | Ais Reig             | 13 121 |
| Burgos C. F.        | 1 – 1 | Racing de Ferrol       | El Plantío                | 24 de octubre | 21:00 | Guzmán Mansilla      | 8 053  |

| Cádiz C. F.            | 2 – 0 | Real Oviedo         | Nuevo Mirandilla   | 26 de octubre | 16:15 | Galech Apezteguía    | 13 899 |
| C. D. Mirandés         | 3 – 1 | F. C. Cartagena     | Anduva             | 26 de octubre | 16:15 | González Díaz        | 2 700  |
| Córdoba C. F.          | 2 – 0 | C. D. Eldense       | Nuevo Arcángel     | 26 de octubre | 18:30 | Muñiz Muñoz          | 13 453 |
| Real Zaragoza          | 1 – 2 | C. D. Castellón     | La Romareda        | 26 de octubre | 18:30 | Orellana Cid         | 20 017 |
| Málaga C. F.           | 1 – 0 | S. D. Eibar         | La Rosaleda        | 27 de octubre | 14:00 | Pérez Hernández      | 24 008 |
| Deportivo de La Coruña | 1 – 2 | Racing de Santander | Abanca-Riazor      | 27 de octubre | 16:15 | González Esteban     | 22 978 |
| Elche C. F.            | 1 – 0 | Burgos C. F.        | Martínez Valero    | 27 de octubre | 16:15 | Sesma Espinosa       | 9 708  |
| Albacete Balompié      | 3 – 3 | Sporting de Gijón   | Carlos Belmonte    | 27 de octubre | 18:30 | Sánchez Villalobos   | 7 305  |
| S. D. Huesca           | 2 – 2 | U. D. Almería       | El Alcoraz         | 27 de octubre | 18:30 | Arcediano Monescillo | 5 223  |
| Granada C. F.          | 1 – 2 | Levante U. D.       | Nuevo Los Cármenes | 27 de octubre | 21:00 | Palencia Caballero   | 12 871 |
| Racing de Ferrol       | 1 – 1 | C. D. Tenerife      | A Malata           | 28 de octubre | 20:30 | Muresan              | 6 001  |

| S. D. Eibar         | 0 – 2 | Elche C. F.            | Ipurúa                    | 2 de noviembre  | 14:00 | Sánchez López      | 4 388  |
| F. C. Cartagena     | 1 – 5 | Deportivo de La Coruña | Cartagonova               | 2 de noviembre  | 16:15 | Guzmán Mansilla    | 6 862  |
| Sporting de Gijón   | 2 – 0 | Cádiz C. F.            | El Molinón                | 2 de noviembre  | 16:15 | Mallo Fernández    | 22 250 |
| Racing de Santander | 1 – 1 | Albacete Balompié      | El Sardinero              | 2 de noviembre  | 18:30 | Fuentes Molina     | 20 794 |
| Real Zaragoza       | 2 – 1 | Granada C. F.          | La Romareda               | 2 de noviembre  | 18:30 | Ais Reig           | 17 642 |
| Real Oviedo         | 3 – 1 | Burgos C. F.           | Carlos Tartiere           | 3 de noviembre  | 14:00 | Lax Franco         | 19 380 |
| C. D. Tenerife      | 1 – 0 | C. D. Mirandés         | Heliodoro Rodríguez López | 3 de noviembre  | 18:30 | Ávalos Barrera     | 14 897 |
| C. D. Eldense       | 2 – 1 | S. D. Huesca           | Nuevo Pepico Amat         | 20 de noviembre | 20:00 | Pérez Hernández    | 4 259  |
| U. D. Almería       | 4 – 0 | Córdoba C. F.          | UD Almería Stadium        | 26 de noviembre | 20:30 | De la Fuente Ramos | 10 521 |
| Levante U. D.       | 4 – 2 | Málaga C. F.           | Ciutat de València        | 27 de noviembre | 19:00 | Cid Camacho        | 12 005 |
| C. D. Castellón     | 0 – 0 | Racing de Ferrol       | Nou Castalia              | 27 de noviembre | 19:00 | Galech Apezteguía  | 8 835  |

| Elche C. F.            | 1 – 2 | U. D. Almería       | Martínez Valero           | 8 de noviembre  | 20:30 | Pérez Hernández      | 20 689 |
| C. D. Mirandés         | 2 – 2 | Cádiz C. F.         | Anduva                    | 9 de noviembre  | 16:15 | Muñiz Muñoz          | 3 241  |
| S. D. Huesca           | 1 – 1 | Real Zaragoza       | El Alcoraz                | 9 de noviembre  | 18:30 | González Esteban     | 6 895  |
| Granada C. F.          | 3 – 2 | C. D. Eldense       | Nuevo Los Cármenes        | 9 de noviembre  | 18:30 | González Díaz        | 15 878 |
| Málaga C. F.           | 1 – 0 | F. C. Cartagena     | La Rosaleda               | 9 de noviembre  | 21:00 | Moreno Aragón        | 24 101 |
| Córdoba C. F.          | 2 – 2 | C. D. Castellón     | Nuevo Arcángel            | 10 de noviembre | 14:00 | Palencia Caballero   | 14 486 |
| Burgos C. F.           | 0 – 2 | Sporting de Gijón   | El Plantío                | 10 de noviembre | 16:15 | Arcediano Monescillo | 11 100 |
| Racing de Ferrol       | 1 – 2 | Racing de Santander | A Malata                  | 10 de noviembre | 16:15 | Sesma Espinosa       | 7 018  |
| Albacete Balompié      | 2 – 2 | Real Oviedo         | Carlos Belmonte           | 10 de noviembre | 18:30 | Muresan              | 11 327 |
| Deportivo de La Coruña | 1 – 0 | S. D. Eibar         | Abanca-Riazor             | 11 de noviembre | 20:30 | Sánchez Villalobos   | 19 980 |
| C. D. Tenerife         | 0 – 3 | Levante U. D.       | Heliodoro Rodríguez López | 7 de enero      | 21:30 | Orellana Cid         | 11 809 |

| S. D. Eibar         | 2 – 0 | Racing de Ferrol       | Ipurúa             | 16 de noviembre | 14:00 | Huerta de Aza      | 4 321  |
| C. D. Castellón     | 1 – 3 | C. D. Mirandés         | Nou Castalia       | 16 de noviembre | 16:15 | Guzmán Mansilla    | 10 987 |
| C. D. Eldense       | 2 – 0 | Albacete Balompié      | Nuevo Pepico Amat  | 16 de noviembre | 16:15 | De la Fuente Ramos | 5 069  |
| Racing de Santander | 2 – 0 | Burgos C. F.           | El Sardinero       | 16 de noviembre | 18:30 | Ais Reig           | 21 043 |
| Levante U. D.       | 1 – 1 | Elche C. F.            | Ciutat de València | 16 de noviembre | 18:30 | Galech Apezteguía  | 19 177 |
| Sporting de Gijón   | 1 – 2 | Granada C. F.          | El Molinón         | 16 de noviembre | 21:00 | Sánchez López      | 22 526 |
| Real Oviedo         | 3 – 1 | C. D. Tenerife         | Carlos Tartiere    | 17 de noviembre | 16:15 | Cid Camacho        | 21 126 |
| Cádiz C. F.         | 2 – 0 | Córdoba C. F.          | Nuevo Mirandilla   | 17 de noviembre | 16:15 | Fuentes Molina     | 16 006 |
| U. D. Almería       | 2 – 1 | Deportivo de La Coruña | UD Almería Stadium | 17 de noviembre | 18:30 | Muresan            | 12 814 |
| F. C. Cartagena     | 1 – 0 | S. D. Huesca           | Cartagonova        | 17 de noviembre | 18:30 | Mallo Fernández    | 6 020  |
| Real Zaragoza       | 0 – 0 | Málaga C. F.           | La Romareda        | 17 de noviembre | 21:00 | Lax Franco         | 18 054 |

| Racing de Ferrol       | 0 – 0 | Levante U. D.       | A Malata           | 22 de noviembre | 20:30 | Orellana Cid         | 6 322  |
| F. C. Cartagena        | 1 – 2 | U. D. Almería       | Cartagonova        | 23 de noviembre | 14:00 | Palencia Caballero   | 6 786  |
| Granada C. F.          | 0 – 0 | Cádiz C. F.         | Nuevo Los Cármenes | 23 de noviembre | 16:15 | Arcediano Monescillo | 17 704 |
| Burgos C. F.           | 1 – 0 | S. D. Eibar         | El Plantío         | 23 de noviembre | 18:30 | González Díaz        | 9 150  |
| Córdoba C. F.          | 2 – 2 | Real Zaragoza       | Nuevo Arcángel     | 23 de noviembre | 18:30 | Moreno Aragón        | 18 189 |
| Málaga C. F.           | 0 – 0 | Racing de Santander | La Rosaleda        | 23 de noviembre | 21:00 | Muñiz Muñoz          | 26 012 |
| Albacete Balompié      | 2 – 1 | C. D. Tenerife      | Carlos Belmonte    | 24 de noviembre | 14:00 | Sesma Espinosa       | 9 259  |
| Deportivo de La Coruña | 1 – 1 | Sporting de Gijón   | Abanca-Riazor      | 24 de noviembre | 16:15 | Pérez Hernández      | 25 619 |
| C. D. Mirandés         | 1 – 0 | C. D. Eldense       | Anduva             | 24 de noviembre | 16:15 | Huerta de Aza        | 3 372  |
| S. D. Huesca           | 1 – 1 | C. D. Castellón     | El Alcoraz         | 24 de noviembre | 18:30 | Sánchez Villalobos   | 5 337  |
| Elche C. F.            | 4 – 0 | Real Oviedo         | Martínez Valero    | 24 de noviembre | 21:00 | González Esteban     | 13 998 |

| Real Oviedo         | 0 – 3 | S. D. Huesca           | Carlos Tartiere           | 29 de noviembre | 20:30 | Galech Apezteguía  | 17 475 |
| U. D. Almería       | 2 – 1 | Granada C. F.          | UD Almería Stadium        | 30 de noviembre | 16:15 | Mallo Fernández    | 13 667 |
| Real Zaragoza       | 0 – 1 | Albacete Balompié      | La Romareda               | 30 de noviembre | 16:15 | Guzmán Mansilla    | 18 014 |
| Cádiz C. F.         | 2 – 4 | Deportivo de La Coruña | Nuevo Mirandilla          | 30 de noviembre | 18:30 | Lax Franco         | 14 972 |
| Racing de Santander | 0 – 1 | C. D. Mirandés         | El Sardinero              | 30 de noviembre | 18:30 | Muresan            | 21 022 |
| C. D. Tenerife      | 1 – 1 | Elche C. F.            | Heliodoro Rodríguez López | 30 de noviembre | 21:00 | Palencia Caballero | 12 098 |
| C. D. Castellón     | 2 – 0 | Málaga C. F.           | Nou Castalia              | 1 de diciembre  | 14:00 | De la Fuente Ramos | 10 175 |
| C. D. Eldense       | 0 – 0 | Racing de Ferrol       | Nuevo Pepico Amat         | 1 de diciembre  | 18:30 | Cid Camacho        | 4 059  |
| Levante U. D.       | 3 – 1 | Burgos C. F.           | Ciutat de València        | 1 de diciembre  | 18:30 | Sánchez López      | 14 265 |
| Sporting de Gijón   | 2 – 0 | Córdoba C. F.          | El Molinón                | 1 de diciembre  | 21:00 | Ais Reig           | 18 746 |
| S. D. Eibar         | 1 – 0 | F. C. Cartagena        | Ipurúa                    | 2 de diciembre  | 20:30 | Fuentes Molina     | 4 029  |

| C. D. Mirandés         | 2 – 1 | Levante U. D.       | Anduva             | 6 de diciembre | 20:30 | Arcediano Monescillo | 3 484  |
| Elche C. F.            | 2 – 1 | Cádiz C. F.         | Martínez Valero    | 7 de diciembre | 14:00 | Sesma Espinosa       | 15 019 |
| Granada C. F.          | 3 – 0 | Racing de Santander | Nuevo Los Cármenes | 7 de diciembre | 16:15 | Pérez Hernández      | 16 345 |
| Deportivo de La Coruña | 1 – 1 | Real Zaragoza       | Abanca-Riazor      | 7 de diciembre | 18:30 | De la Fuente Ramos   | 24 257 |
| S. D. Huesca           | 2 – 1 | S. D. Eibar         | El Alcoraz         | 7 de diciembre | 21:00 | Moreno Aragón        | 3 660  |
| Racing de Ferrol       | 1 – 5 | Real Oviedo         | A Malata           | 8 de diciembre | 14:00 | Muñiz Muñoz          | 6 823  |
| Málaga C. F.           | 1 – 1 | U. D. Almería       | La Rosaleda        | 8 de diciembre | 16:15 | González Díaz        | 25 481 |
| Albacete Balompié      | 0 – 0 | C. D. Castellón     | Carlos Belmonte    | 8 de diciembre | 18:30 | Huerta de Aza        | 10 516 |
| Burgos C. F.           | 1 – 0 | C. D. Eldense       | El Plantío         | 8 de diciembre | 18:30 | González Esteban     | 7 950  |
| Córdoba C. F.          | 3 – 0 | C. D. Tenerife      | Nuevo Arcángel     | 8 de diciembre | 21:00 | Sánchez López        | 14 156 |
| F. C. Cartagena        | 1 – 0 | Sporting de Gijón   | Cartagonova        | 9 de diciembre | 20:30 | Sánchez Villalobos   | 5 083  |

| U. D. Almería       | 1 – 0 | C. D. Mirandés         | UD Almería Stadium        | 13 de diciembre | 20:30 | Ais Reig           | 13 500 |
| Levante U. D.       | 2 – 2 | Córdoba C. F.          | Ciutat de València        | 14 de diciembre | 14:00 | Lax Franco         | 13 133 |
| Cádiz C. F.         | 1 – 0 | Albacete Balompié      | Nuevo Mirandilla          | 14 de diciembre | 16:15 | Mallo Fernández    | 12 847 |
| C. D. Castellón     | 4 – 1 | F. C. Cartagena        | Nou Castalia              | 14 de diciembre | 16:15 | Cid Camacho        | 9 863  |
| S. D. Eibar         | 2 – 1 | Real Zaragoza          | Ipurúa                    | 14 de diciembre | 18:30 | Muresan            | 4 779  |
| C. D. Eldense       | 0 – 0 | Elche C. F.            | Nuevo Pepico Amat         | 14 de diciembre | 18:30 | Ávalos Barrera     | 3 802  |
| Real Oviedo         | 2 – 0 | Granada C. F.          | Carlos Tartiere           | 14 de diciembre | 21:00 | Palencia Caballero | 17 421 |
| Sporting de Gijón   | 1 – 3 | Racing de Ferrol       | El Molinón                | 15 de diciembre | 14:00 | Fuentes Molina     | 20 079 |
| Burgos C. F.        | 0 – 0 | Málaga C. F.           | El Plantío                | 15 de diciembre | 16:15 | Galech Apezteguía  | 8 540  |
| Racing de Santander | 0 – 1 | S. D. Huesca           | El Sardinero              | 15 de diciembre | 18:30 | Orellana Cid       | 17 115 |
| C. D. Tenerife      | 0 – 0 | Deportivo de La Coruña | Heliodoro Rodríguez López | 29 de enero     | 21:00 | Guzmán Mansilla    | 11 214 |

| Albacete Balompié      | 0 – 0 | Levante U. D.       | Carlos Belmonte    | 17 de diciembre | 19:00 | Galech Apezteguía    | 8 860  |
| Granada C. F.          | 4 – 1 | F. C. Cartagena     | Nuevo Los Cármenes | 17 de diciembre | 19:00 | De la Fuente Ramos   | 12 536 |
| Córdoba C. F.          | 2 – 1 | S. D. Eibar         | Nuevo Arcángel     | 17 de diciembre | 21:15 | Huerta de Aza        | 15 633 |
| Real Zaragoza          | 2 – 3 | Real Oviedo         | La Romareda        | 17 de diciembre | 21:15 | Pérez Hernández      | 12 813 |
| Racing de Ferrol       | 1 – 4 | U. D. Almería       | A Malata           | 18 de diciembre | 19:00 | González Esteban     | 5 346  |
| C. D. Mirandés         | 1 – 1 | Sporting de Gijón   | Anduva             | 18 de diciembre | 21:15 | Moreno Aragón        | 3 291  |
| Málaga C. F.           | 3 – 0 | C. D. Eldense       | La Rosaleda        | 18 de diciembre | 21:15 | Sánchez López        | 21 123 |
| Cádiz C. F.            | 1 – 1 | Burgos C. F.        | Nuevo Mirandilla   | 19 de diciembre | 19:00 | Muñiz Muñoz          | 13 200 |
| Elche C. F.            | 3 – 0 | Racing de Santander | Martínez Valero    | 19 de diciembre | 19:00 | Mallo Fernández      | 15 292 |
| Deportivo de La Coruña | 5 – 1 | C. D. Castellón     | Abanca-Riazor      | 19 de diciembre | 21:15 | Sesma Espinoza       | 17 000 |
| S. D. Huesca           | 1 – 0 | C. D. Tenerife      | El Alcoraz         | 19 de diciembre | 21:15 | Arcediano Monescillo | 4 638  |

| F. C. Cartagena        | 0 – 0 | Albacete Balompié | Cartagonova        | 20 de diciembre | 20:30 | Ais Reig           | 4 976  |
| S. D. Eibar            | 1 – 1 | Granada C. F.     | Ipurúa             | 21 de diciembre | 14:00 | Ávalos Barrera     | 4 140  |
| Real Oviedo            | 2 – 3 | Córdoba C. F.     | Carlos Tartiere    | 21 de diciembre | 16:15 | Mallo Fernández    | 20 043 |
| Real Zaragoza          | 1 – 0 | Racing de Ferrol  | La Romareda        | 21 de diciembre | 18:30 | Palencia Caballero | 17 005 |
| Sporting de Gijón      | 1 – 3 | Málaga C. F.      | El Molinón         | 21 de diciembre | 18:30 | Muresan            | 21 146 |
| Burgos C. F.           | 1 – 0 | C. D. Tenerife    | El Plantío         | 22 de diciembre | 14:00 | Pérez Hernández    | 8 501  |
| C. D. Castellón        | 0 – 2 | Elche C. F.       | Nou Castalia       | 22 de diciembre | 16:15 | Orellana Cid       | 11 901 |
| U. D. Almería          | 1 – 1 | Cádiz C. F.       | UD Almería Stadium | 22 de diciembre | 18:30 | Cid Camacho        | 13 548 |
| Racing de Santander    | 2 – 2 | C. D. Eldense     | El Sardinero       | 22 de diciembre | 18:30 | Guzmán Mansilla    | 17 836 |
| Deportivo de La Coruña | 0 – 4 | C. D. Mirandés    | Abanca-Riazor      | 22 de diciembre | 21:00 | Fuentes Molina     | 23 812 |
| Levante U. D.          | 1 – 1 | S. D. Huesca      | Ciutat de València | 22 de diciembre | 21:00 | Sánchez Villalobos | 14 738 |

| Granada C. F.     | 0 – 0 | Burgos C. F.           | Nuevo Los Cármenes        | 10 de enero | 20:30 | Huerta de Aza        | 13 758 |
| Racing de Ferrol  | 0 – 0 | F. C. Cartagena        | A Malata                  | 11 de enero | 14:00 | Galech Apezteguía    | 6 107  |
| Albacete Balompié | 2 – 2 | Racing de Santander    | Carlos Belmonte           | 11 de enero | 16:15 | De la Fuente Ramos   | 10 261 |
| S. D. Huesca      | 1 – 0 | C. D. Mirandés         | El Alcoraz                | 11 de enero | 16:15 | González Esteban     | 6 409  |
| C. D. Tenerife    | 2 – 0 | C. D. Castellón        | Heliodoro Rodríguez López | 11 de enero | 18:30 | Muñiz Muñoz          | 12 876 |
| Málaga C. F.      | 1 – 1 | Deportivo de La Coruña | La Rosaleda               | 11 de enero | 18:30 | Arcediano Monescillo | 27 281 |
| Real Oviedo       | 1 – 1 | Sporting de Gijón      | Carlos Tartiere           | 11 de enero | 21:00 | Sesma Espinosa       | 28 123 |
| Córdoba C. F.     | 0 – 3 | U. D. Almería          | Nuevo Arcángel            | 12 de enero | 14:00 | Moreno Aragón        | 17 897 |
| Cádiz C. F.       | 0 – 0 | Levante U. D.          | Nuevo Mirandilla          | 12 de enero | 16:15 | Ávalos Barrera       | 15 096 |
| Elche C. F.       | 1 - 0 | Real Zaragoza          | Martínez Valero           | 12 de enero | 16:15 | Sánchez López        | 20 081 |
| C. D. Eldense     | 1 – 3 | S. D. Eibar            | Nuevo Pepico Amat         | 13 de enero | 20:30 | Orellana Cid         | 3 846  |

| F. C. Cartagena     | 0 – 1 | Real Oviedo            | Cartagonova        | 17 de enero | 20:30 | Huerta de Aza      | 3 690  |
| C. D. Eldense       | 1 – 4 | Cádiz C. F.            | Nuevo Pepico Amat  | 18 de enero | 16:15 | Pérez Hernández    | 4 045  |
| S. D. Eibar         | 1 – 1 | Albacete Balompié      | Ipurúa             | 18 de enero | 18:30 | Sánchez Villalobos | 5 308  |
| Sporting de Gijón   | 1 – 1 | Elche C. F.            | El Molinón         | 18 de enero | 18:30 | Cid Camacho        | 21 372 |
| Levante U. D.       | 3 – 1 | Granada C. F.          | Ciutat de València | 18 de enero | 21:00 | Mallo Fernández    | 14 377 |
| Burgos C. F.        | 0 – 1 | Deportivo de La Coruña | El Plantío         | 19 de enero | 14:00 | Ais Reig           | 11 050 |
| Racing de Santander | 6 – 0 | Racing de Ferrol       | El Sardinero       | 19 de enero | 16:15 | Muresan            | 19 764 |
| C. D. Castellón     | 1 – 2 | Córdoba C. F.          | Nou Castalia       | 19 de enero | 18:30 | González Esteban   | 10 689 |
| Real Zaragoza       | 2 – 2 | C. D. Tenerife         | La Romareda        | 19 de enero | 18:30 | Fuentes Molina     | 18 509 |
| U. D. Almería       | 0 – 0 | S. D. Huesca           | UD Almería Stadium | 19 de enero | 21:00 | Lax Franco         | 9 723  |
| C. D. Mirandés      | 3 – 2 | Málaga C. F.           | Anduva             | 20 de enero | 20:30 | Palencia Caballero | 3 073  |

| Elche C. F.            | 2 – 0 | S. D. Eibar         | Martínez Valero           | 24 de enero | 20:30 | Galech Apezteguía    | 18 211 |
| Córdoba C. F.          | 1 – 2 | Racing de Santander | Nuevo Arcángel            | 25 de enero | 16:15 | Ávalos Barrera       | 15 594 |
| Deportivo de La Coruña | 1 – 2 | Levante U. D.       | Abanca-Riazor             | 25 de enero | 18:30 | Orellana Cid         | 22 397 |
| S. D. Huesca           | 4 – 0 | F. C. Cartagena     | El Alcoraz                | 25 de enero | 18:30 | Guzmán Mansilla      | 5 706  |
| C. D. Tenerife         | 0 – 1 | C. D. Eldense       | Heliodoro Rodríguez López | 25 de enero | 21:00 | Moreno Aragón        | 14 890 |
| Granada C. F.          | 3 – 1 | Sporting de Gijón   | Nuevo Los Cármenes        | 26 de enero | 14:00 | Muñiz Muñoz          | 15 450 |
| Albacete Balompié      | 2 – 1 | U. D. Almería       | Carlos Belmonte           | 26 de enero | 16:15 | Sánchez López        | 21 122 |
| Real Oviedo            | 1 – 0 | C. D. Castellón     | Carlos Tartiere           | 26 de enero | 16:15 | Cid Camacho          | 21 122 |
| Málaga C. F.           | 1 – 2 | Real Zaragoza       | La Rosaleda               | 26 de enero | 18:30 | De la Fuente Ramos   | 26 531 |
| Cádiz C. F.            | 3 – 1 | C. D. Mirandés      | Nuevo Mirandilla          | 27 de enero | 20:30 | Sesma Espinosa       | 12 023 |
| Racing de Ferrol       | 0 – 1 | Burgos C. F.        | A Malata                  | 5 de marzo  | 20:00 | Arcediano Monescillo | 4 484  |

| C. D. Eldense       | 0 – 3 | Granada C. F.          | Nuevo Pepico Amat         | 31 de enero  | 20:30 | Lax Franco         | 4 294  |
| C. D. Mirandés      | 3 – 0 | Elche C. F.            | Anduva                    | 1 de febrero | 14:00 | Sánchez Villalobos | 3 486  |
| Sporting de Gijón   | 2 – 0 | Burgos C. F.           | El Molinón                | 1 de febrero | 16:15 | Palencia Caballero | 20 308 |
| U. D. Almería       | 1 – 1 | Real Oviedo            | UD Almería Stadium        | 1 de febrero | 18:30 | Ais Reig           | 12 081 |
| Racing de Santander | 2 – 1 | Málaga C. F.           | El Sardinero              | 1 de febrero | 21:00 | Mallo Fernández    | 21 872 |
| C. D. Castellón     | 0 – 1 | S. D. Huesca           | Nou Castalia              | 2 de febrero | 14:00 | Huerta de Aza      | 10 429 |
| S. D. Eibar         | 0 – 1 | Deportivo de La Coruña | Ipurúa                    | 2 de febrero | 16:15 | Pérez Hernández    | 6 102  |
| F. C. Cartagena     | 0 – 1 | Córdoba C. F.          | Cartagonova               | 2 de febrero | 18:30 | Fuentes Molina     | 5 423  |
| Real Zaragoza       | 0 – 0 | Cádiz C. F.            | La Romareda               | 2 de febrero | 18:30 | González Esteban   | 19 555 |
| C. D. Tenerife      | 3 – 1 | Albacete Balompié      | Heliodoro Rodríguez López | 2 de febrero | 21:00 | Muresan            | 12 078 |
| Levante U. D.       | 0 – 1 | Racing de Ferrol       | Ciutat de València        | 3 de febrero | 20:30 | Moreno Aragón      | 13 464 |

| Albacete Balompié      | 2 – 1 | Real Zaragoza       | Carlos Belmonte    | 7 de febrero  | 20:30 | Guzmán Mansilla      | 8 887  |
| Racing de Ferrol       | 1 – 3 | C. D. Castellón     | A Malata           | 8 de febrero  | 14:00 | De la Fuente Ramos   | 6 381  |
| Granada C. F.          | 0 – 0 | C. D. Mirandés      | Nuevo Los Cármenes | 8 de febrero  | 16:15 | Sánchez López        | 15 823 |
| Sporting de Gijón      | 0 – 0 | S. D. Eibar         | El Molinón         | 8 de febrero  | 18:30 | Ávalos Barrera       | 21 558 |
| Málaga C. F.           | 1 – 1 | Levante U. D.       | La Rosaleda        | 8 de febrero  | 18:30 | Galech Apezteguía    | 24 512 |
| Elche C. F.            | 2 – 0 | C. D. Tenerife      | Martínez Valero    | 9 de febrero  | 14:00 | González Díaz        | 20 366 |
| Burgos C. F.           | 2 – 1 | Racing de Santander | El Plantío         | 9 de febrero  | 16:15 | Orellana Cid         | 10 564 |
| Córdoba C. F.          | 1 – 2 | S. D. Huesca        | Nuevo Arcángel     | 9 de febrero  | 16:15 | Cid Camacho          | 16 278 |
| Cádiz C. F.            | 5 – 2 | F. C. Cartagena     | Nuevo Mirandilla   | 9 de febrero  | 18:30 | Muñiz Muñoz          | 15 612 |
| Deportivo de La Coruña | 3 – 1 | U. D. Almería       | Abanca-Riazor      | 9 de febrero  | 18:30 | Sesma Espinosa       | 22 217 |
| Real Oviedo            | 0 – 0 | C. D. Eldense       | Carlos Tartiere    | 10 de febrero | 20:30 | Arcediano Monescillo | 17 066 |

| C. D. Mirandés      | 4 – 1 | Racing de Ferrol       | Anduva                    | 14 de febrero | 20:30 | Huerta de Aza      | 4 006  |
| C. D. Castellón     | 2 – 0 | S. D. Eibar            | Nou Castalia              | 15 de febrero | 14:00 | González Díaz      | 10 075 |
| F. C. Cartagena     | 0 – 1 | Málaga C. F.           | Cartagonova               | 15 de febrero | 16:15 | Muresan            | 4 739  |
| Racing de Santander | 2 – 3 | Cádiz C. F.            | El Sardinero              | 15 de febrero | 18:30 | Moreno Aragón      | 21 894 |
| C. D. Tenerife      | 2 – 3 | Córdoba C. F.          | Heliodoro Rodríguez López | 15 de febrero | 21:00 | Mallo Fernández    | 12 572 |
| Levante U. D.       | 0 – 0 | Sporting de Gijón      | Ciutat de València        | 16 de febrero | 14:00 | Pérez Hernández    | 16 906 |
| C. D. Eldense       | 2 – 0 | Deportivo de La Coruña | Nuevo Pepico Amat         | 16 de febrero | 16:15 | Palencia Caballero | 4 718  |
| S. D. Huesca        | 1 – 1 | Granada C. F.          | El Alcoraz                | 16 de febrero | 16:15 | Fuentes Molina     | 7 427  |
| Real Zaragoza       | 0 – 1 | Burgos C. F.           | La Romareda               | 16 de febrero | 18:30 | Sánchez Villalobos | 20 507 |
| Real Oviedo         | 1 – 0 | Albacete Balompié      | Carlos Tartiere           | 16 de febrero | 21:00 | Ávalos Barrera     | 16 888 |
| U. D. Almería       | 1 – 1 | Elche C. F.            | UD Almería Stadium        | 17 de febrero | 20:30 | González Esteban   | 11 531 |

| Málaga C. F.           | 1 – 0 | C. D. Tenerife      | La Rosaleda        | 21 de febrero | 20:30 | Lax Franco           | 24 916 |
| Racing de Ferrol       | 0 – 1 | Córdoba C. F.       | A Malata           | 22 de febrero | 14:00 | Ais Reig             | 5 252  |
| Burgos C. F.           | 1 – 2 | Real Oviedo         | El Plantío         | 22 de febrero | 16:15 | Guzmán Mansilla      | 11 156 |
| S. D. Eibar            | 2 – 2 | Racing de Santander | Ipurúa             | 22 de febrero | 16:15 | Sesma Espinosa       | 6 307  |
| Granada C. F.          | 2 – 2 | Real Zaragoza       | Nuevo Los Cármenes | 22 de febrero | 18:30 | Cid Camacho          | 15 266 |
| Sporting de Gijón      | 1 – 1 | U. D. Almería       | El Molinón         | 22 de febrero | 21:00 | Galech Apezteguía    | 20 046 |
| Deportivo de La Coruña | 0 – 0 | S. D. Huesca        | Abanca-Riazor      | 23 de febrero | 14:00 | Arcediano Monescillo | 20 714 |
| Elche C. F.            | 2 – 1 | F. C. Cartagena     | Martínez Valero    | 23 de febrero | 16:15 | De la Fuente Ramos   | 19 514 |
| Albacete Balompié      | 0 – 1 | C. D. Eldense       | Carlos Belmonte    | 23 de febrero | 18:30 | Orellana Cid         | 11 719 |
| Levante U. D.          | 1 – 0 | C. D. Mirandés      | Ciutat de València | 23 de febrero | 18:30 | Muñiz Muñoz          | 14 857 |
| Cádiz C. F.            | 0 – 0 | C. D. Castellón     | Nuevo Mirandilla   | 23 de febrero | 21:00 | Sánchez López        | 14 989 |

| F. C. Cartagena     | 0 – 2 | S. D. Eibar            | Cartagonova        | 28 de febrero | 20:30 | Huerta de Aza      | 2 788  |
| C. D. Castellón     | 2 – 1 | Burgos C. F.           | Nou Castalia       | 1 de marzo    | 16:15 | Moreno Aragón      | 9 865  |
| S. D. Huesca        | 3 – 1 | Racing de Ferrol       | El Alcoraz         | 1 de marzo    | 16:15 | Sánchez Villalobos | 5 944  |
| Real Zaragoza       | 1 – 1 | Sporting de Gijón      | La Romareda        | 1 de marzo    | 18:30 | Mallo Fernández    | 16 864 |
| U. D. Almería       | 2 – 2 | Málaga C. F.           | UD Almería Stadium | 1 de marzo    | 21:00 | Ávalos Barrera     | 11 202 |
| Córdoba C. F.       | 5 – 0 | Granada C. F.          | Nuevo Arcángel     | 2 de marzo    | 14:00 | González Esteban   | 16 879 |
| Real Oviedo         | 1 – 2 | Deportivo de La Coruña | Carlos Tartiere    | 2 de marzo    | 16:15 | Muresan            | 25 081 |
| Albacete Balompié   | 3 – 0 | Cádiz C. F.            | Carlos Belmonte    | 2 de marzo    | 18:30 | Fuentes Molina     | 6 923  |
| C. D. Eldense       | 1 – 2 | Levante U. D.          | Nuevo Pepico Amat  | 2 de marzo    | 18:30 | González Díaz      | 5 327  |
| Racing de Santander | 2 – 0 | Elche C. F.            | El Sardinero       | 2 de marzo    | 21:00 | Palencia Caballero | 20 134 |
| C. D. Mirandés      | 2 – 0 | C. D. Tenerife         | Anduva             | 3 de marzo    | 20:30 | Pérez Hernández    | 3 374  |

| S. D. Eibar            | 1 – 0 | U. D. Almería       | Ipurúa                    | 7 de marzo  | 19:00 | Muresan              | 5 194  |
| Deportivo de La Coruña | 1 – 1 | Córdoba C. F.       | Abanca-Riazor             | 7 de marzo  | 21:00 | González Díaz        | 20 475 |
| C. D. Mirandés         | 1 – 0 | Real Oviedo         | Anduva                    | 8 de marzo  | 16:15 | Sesma Espinosa       | 4 378  |
| Elche C. F.            | 3 – 1 | C. D. Castellón     | Martínez Valero           | 8 de marzo  | 18:30 | Guzmán Mansilla      | 17 001 |
| Sporting de Gijón      | 1 – 1 | Racing de Santander | El Molinón                | 8 de marzo  | 18:30 | Ais Reig             | 23 678 |
| Real Zaragoza          | 2 – 4 | C. D. Eldense       | La Romareda               | 8 de marzo  | 21:00 | De La Fuente Ramos   | 10 784 |
| C. D. Tenerife         | 2 – 0 | S. D. Huesca        | Heliodoro Rodríguez López | 9 de marzo  | 14:00 | Galech Apezteguía    | 8 066  |
| Málaga C. F.           | 0 – 2 | Cádiz C. F.         | La Rosaleda               | 9 de marzo  | 16:15 | Arcediano Monescillo | 20 857 |
| Levante U. D.          | 3 – 0 | F. C. Cartagena     | Ciutat de València        | 9 de marzo  | 18:30 | Cid Camacho          | 14 367 |
| Granada C. F.          | 3 – 0 | Racing de Ferrol    | Nuevo Los Cármenes        | 9 de marzo  | 21:00 | Lax Franco           | 6 143  |
| Burgos C. F.           | 1 – 0 | Albacete Balompié   | El Plantío                | 10 de marzo | 20:30 | Muñiz Muñoz          | 8 653  |

| Real Oviedo         | 1 – 1 | Elche C. F.            | Carlos Tartiere    | 14 de marzo | 20:30 | Pérez Hernández    | 18 750 |
| Racing de Ferrol    | 0 – 0 | S. D. Eibar            | A Malata           | 15 de marzo | 14:00 | Orellana Cid       | 4 287  |
| Albacete Balompié   | 2 – 0 | Málaga C. F.           | Carlos Belmonte    | 15 de marzo | 16:15 | Moreno Aragón      | 9 754  |
| F. C. Cartagena     | 0 – 1 | Burgos C. F.           | Cartagonova        | 15 de marzo | 16:15 | Ávalos Barrera     | 2 475  |
| U. D. Almería       | 4 – 1 | Real Zaragoza          | UD Almería Stadium | 15 de marzo | 18:30 | Palencia Caballero | 10 867 |
| Córdoba C. F.       | 1 – 1 | Sporting de Gijón      | Nuevo Arcángel     | 15 de marzo | 21:00 | Huerta de Aza      | 16 319 |
| C. D. Eldense       | 2 – 2 | C. D. Mirandés         | Nuevo Pepico Amat  | 16 de marzo | 14:00 | Sánchez Villalobos | 4 931  |
| S. D. Huesca        | 1 – 2 | Levante U. D.          | El Alcoraz         | 16 de marzo | 16:15 | González Esteban   | 6 833  |
| Racing de Santander | 2 – 1 | C. D. Tenerife         | El Sardinero       | 16 de marzo | 16:15 | Fuentes Molina     | 20 324 |
| Cádiz C. F.         | 1 – 0 | Granada C. F.          | Nuevo Mirandilla   | 16 de marzo | 18:30 | Mallo Fernández    | 14 540 |
| C. D. Castellón     | 2 – 2 | Deportivo de La Coruña | Nou Castalia       | 17 de marzo | 20:30 | Lax Franco         | 9 203  |

| Burgos C. F.           | 3 – 1 | U. D. Almería       | El Plantío                | 21 de marzo | 20:30 | González Díaz        | 9 560  |
| Elche C. F.            | 2 – 0 | C. D. Eldense       | Martínez Valero           | 22 de marzo | 16:15 | Galech Apezteguía    | 20 431 |
| C. D. Mirandés         | 2 – 1 | Racing de Santander | Anduva                    | 22 de marzo | 18:30 | Guzmán Mansilla      | 4 907  |
| Málaga C. F.           | 2 – 0 | Racing de Ferrol    | La Rosaleda               | 22 de marzo | 18:30 | Cid Camacho          | 23 862 |
| Granada C. F.          | 1 – 0 | Real Oviedo         | Nuevo Los Cármenes        | 22 de marzo | 21:00 | Arcediano Monescillo | 9 969  |
| Levante U. D.          | 3 – 2 | C. D. Castellón     | Ciutat de València        | 23 de marzo | 14:00 | De La Fuente Ramos   | 16 953 |
| S. D. Eibar            | 2 – 1 | S. D. Huesca        | Ipurúa                    | 23 de marzo | 16:15 | Ais Reig             | 5 811  |
| Sporting de Gijón      | 0 – 2 | Albacete Balompié   | El Molinón                | 23 de marzo | 16:15 | Muresan              | 19 792 |
| C. D. Tenerife         | 2 – 1 | Cádiz C. F.         | Heliodoro Rodríguez López | 23 de marzo | 18:30 | Sesma Espinosa       | 12 133 |
| Deportivo de La Coruña | 2 – 2 | F. C. Cartagena     | Abanca-Riazor             | 23 de marzo | 18:30 | Muñiz Muñoz          | 21 315 |
| Real Zaragoza          | 1 – 1 | Córdoba C. F.       | La Romareda               | 24 de marzo | 20:30 | Ávalos Barrera       | 17 637 |

| C. D. Tenerife      | 2 – 1 | Granada C. F.          | Heliodoro Rodríguez López | 28 de marzo | 20:30 | González Díaz      | 11 838 |
| C. D. Eldense       | 0 – 0 | Burgos C. F.           | Nuevo Pepico Amat         | 29 de marzo | 14:00 | Guzmán Mansilla    | 4 343  |
| Racing de Ferrol    | 0 – 1 | Deportivo de La Coruña | A Malata                  | 29 de marzo | 16:15 | González Esteban   | 8 778  |
| F. C. Cartagena     | 2 – 2 | C. D. Castellón        | Cartagonova               | 29 de marzo | 18:30 | Sánchez Villalobos | 2 878  |
| Racing de Santander | 2 – 0 | Real Zaragoza          | El Sardinero              | 29 de marzo | 18:30 | Pérez Hernández    | 22 007 |
| U. D. Almería       | 1 – 0 | Levante U. D.          | UD Almería Stadium        | 29 de marzo | 21:00 | Mallo Fernández    | 10 930 |
| Córdoba C. F.       | 1 – 2 | Elche C. F.            | Nuevo Arcángel            | 30 de marzo | 14:00 | Moreno Aragón      | 15 627 |
| Real Oviedo         | 2 – 1 | Málaga C. F.           | Carlos Tartiere           | 30 de marzo | 16:15 | Huerta de Aza      | 21 815 |
| Albacete Balompié   | 3 – 2 | C. D. Mirandés         | Carlos Belmonte           | 30 de marzo | 18:30 | Palencia Caballero | 11 015 |
| S. D. Huesca        | 3 – 2 | Sporting de Gijón      | El Alcoraz                | 30 de marzo | 18:30 | Orellana Cid       | 6 718  |
| Cádiz C. F.         | 0 – 0 | S. D. Eibar            | Nuevo Mirandilla          | 31 de marzo | 20:30 | Lax Franco         | 13 817 |

| C. D. Castellón        | 2 – 2 | Albacete Balompié   | Nou Castalia       | 4 de abril | 20:30 | González Díaz        | 10 538 |
| S. D. Eibar            | 1 – 1 | Real Oviedo         | Ipurúa             | 5 de abril | 16:15 | Cid Camacho          | 5 888  |
| F. C. Cartagena        | 0 – 1 | C. D. Eldense       | Cartagonova        | 5 de abril | 18:30 | Ais Reig             | 2 846  |
| Granada C. F.          | 3 – 1 | U. D. Almería       | Nuevo Los Cármenes | 5 de abril | 18:30 | Pérez Hernández      | 16 598 |
| Sporting de Gijón      | 1 – 3 | C. D. Tenerife      | El Molinón         | 5 de abril | 21:00 | Muñiz Muñoz          | 19 046 |
| Real Zaragoza          | 1 – 0 | C. D. Mirandés      | La Romareda        | 6 de abril | 14:00 | Arcediano Monescillo | 20 290 |
| Levante U. D.          | 3 – 1 | Racing de Santander | Ciutat de València | 6 de abril | 16:15 | Galech Apezteguía    | 20 389 |
| Málaga C. F.           | 0 – 1 | Córdoba C. F.       | La Rosaleda        | 6 de abril | 18:30 | Sesma Espinosa       | 26 310 |
| Burgos C. F.           | 2 – 1 | S. D. Huesca        | El Plantío         | 6 de abril | 18:30 | Fuentes Molina       | 10 132 |
| Deportivo de La Coruña | 1 – 0 | Cádiz C. F.         | Abanca-Riazor      | 6 de abril | 21:00 | Ávalos Barrera       | 19 867 |
| Elche C. F.            | 1 – 0 | Racing de Ferrol    | Martínez Valero    | 7 de abril | 20:30 | De La Fuente Ramos   | 20 181 |

| Córdoba C. F.       | 2 – 2 | Levante U. D.          | Nuevo Arcángel            | 11 de abril | 20:30 | Palencia Caballero | 15 879 |
| Real Zaragoza       | 2 – 2 | S. D. Eibar            | La Romareda               | 12 de abril | 16:15 | Guzmán Mansilla    | 21 181 |
| Cádiz C. F.         | 0 – 1 | Elche C. F.            | Nuevo Mirandilla          | 12 de abril | 18:30 | Orellana Cid       | 14 153 |
| C. D. Tenerife      | 0 – 0 | Burgos C. F.           | Heliodoro Rodríguez López | 12 de abril | 18:30 | González Esteban   | 15 797 |
| Real Oviedo         | 3 – 0 | Racing de Ferrol       | Carlos Tartiere           | 12 de abril | 21:00 | Sánchez Villalobos | 20 491 |
| Albacete Balompié   | 0 – 2 | Granada C. F.          | Carlos Belmonte           | 13 de abril | 14:00 | Ávalos Barrera     | 10 607 |
| Racing de Santander | 1 – 1 | C. D. Castellón        | El Sardinero              | 13 de abril | 16:15 | Mallo Fernández    | 21 348 |
| C. D. Eldense       | 1 – 2 | Sporting de Gijón      | Nuevo Pepico Amat         | 13 de abril | 18:30 | Muresan            | 5 752  |
| C. D. Mirandés      | 2 – 2 | Deportivo de La Coruña | Anduva                    | 13 de abril | 18:30 | Moreno Aragón      | 4 602  |
| U. D. Almería       | 2 – 1 | F. C. Cartagena        | UD Almería Stadium        | 13 de abril | 21:00 | Huerta de Aza      | 8 723  |
| S. D. Huesca        | 1 – 0 | Málaga C. F.           | El Alcoraz                | 14 de abril | 20:30 | Lax Franco         | 6 661  |

| Sporting de Gijón      | 3 – 1 | C. D. Mirandés      | El Molinón         | 18 de abril | 19:00 | Sánchez López        | 22 642 |
| C. D. Castellón        | 4 – 1 | U. D. Almería       | Nou Castalia       | 18 de abril | 21:00 | Pérez Hernández      | 9 924  |
| Racing de Ferrol       | 1 – 0 | C. D. Eldense       | A Malata           | 19 de abril | 14:00 | Sesma Espinosa       | 3 041  |
| S. D. Huesca           | 1 – 3 | Racing de Santander | El Alcoraz         | 19 de abril | 16:15 | González Díaz        | 6 953  |
| Levante U. D.          | 5 – 2 | Real Zaragoza       | Ciutat de València | 19 de abril | 18:30 | Cid Camacho          | 18 506 |
| Burgos C. F.           | 2 – 2 | Cádiz C. F.         | El Plantío         | 19 de abril | 21:00 | Galech Apezteguía    | 9 246  |
| F. C. Cartagena        | 2 – 3 | Granada C. F.       | Cartagonova        | 20 de abril | 14:00 | Fuentes Molina       | 2 650  |
| Córdoba C. F.          | 0 – 0 | Real Oviedo         | Nuevo Arcángel     | 20 de abril | 16:15 | Ais Reig             | 17 056 |
| Elche C. F.            | 2 – 2 | Albacete Balompié   | Martínez Valero    | 20 de abril | 18:30 | Muñiz Muñoz          | 25 169 |
| Deportivo de La Coruña | 0 – 0 | C. D. Tenerife      | Abanca-Riazor      | 20 de abril | 21:00 | De La Fuente Ramos   | 20 994 |
| S. D. Eibar            | 2 – 2 | Málaga C. F.        | Ipurúa             | 21 de abril | 20:30 | Arcediano Monescillo | 4 396  |

| Cádiz C. F.         | 1 – 0 | Sporting de Gijón      | Nuevo Mirandilla          | 25 de abril | 20:30 | Ávalos Barrera     | 13 225 |
| Albacete Balompié   | 3 – 1 | F. C. Cartagena        | Carlos Belmonte           | 26 de abril | 14:00 | Muresan            | 8 753  |
| C. D. Eldense       | 1 – 1 | Córdoba C. F.          | Nuevo Pepico Amat         | 26 de abril | 16:15 | Huerta de Aza      | 5 029  |
| Real Oviedo         | 1 – 0 | Levante U. D.          | Carlos Tartiere           | 26 de abril | 16:15 | Guzmán Mansilla    | 20 840 |
| C. D. Mirandés      | 2 – 1 | Burgos C. F.           | Anduva                    | 26 de abril | 18:30 | González Esteban   | 4 963  |
| Granada C. F.       | 1 – 1 | Elche C. F.            | Nuevo Los Cármenes        | 26 de abril | 18:30 | Mallo Fernández    | 17 535 |
| Racing de Santander | 2 – 1 | Deportivo de La Coruña | El Sardinero              | 27 de abril | 16:15 | Orellana Cid       | 22 187 |
| Málaga C. F.        | 1 – 0 | C. D. Castellón        | La Rosaleda               | 27 de abril | 18:30 | Palencia Caballero | 27 000 |
| C. D. Tenerife      | 1 – 1 | S. D. Eibar            | Heliodoro Rodríguez López | 27 de abril | 18:30 | Sánchez Villalobos | 14 212 |
| Real Zaragoza       | 1 – 1 | S. D. Huesca           | La Romareda               | 27 de abril | 21:00 | Galech Apezteguía  | 21 703 |
| U. D. Almería       | 2 – 1 | Racing de Ferrol       | UD Almería Stadium        | 29 de abril | 20:30 | Lax Franco         | 8 067  |

| Córdoba C. F.          | 4 – 2 | Cádiz C. F.         | Nuevo Arcángel     | 2 de mayo | 20:30 | De La Fuente Ramos   | 16 891 |
| S. D. Huesca           | 1 – 2 | Real Oviedo         | El Alcoraz         | 3 de mayo | 16:15 | Arcediano Monescillo | 6 832  |
| S. D. Eibar            | 0 – 1 | C. D. Mirandés      | Ipurúa             | 3 de mayo | 18:30 | Ais Reig             | 5 580  |
| Málaga C. F.           | 1 – 0 | Granada C. F.       | La Rosaleda        | 3 de mayo | 18:30 | Cid Camacho          | 25 850 |
| Burgos C. F.           | 0 – 1 | Elche C. F.         | El Plantío         | 3 de mayo | 21:00 | Pérez Hernández      | 8 745  |
| Levante U. D.          | 1 – 1 | C. D. Tenerife      | Ciutat de València | 4 de mayo | 14:00 | González Díaz        | 16 274 |
| Racing de Ferrol       | 1 – 2 | Real Zaragoza       | A Malata           | 4 de mayo | 16:15 | Moreno Aragón        | 2 837  |
| U. D. Almería          | 5 – 0 | C. D. Eldense       | UD Almería Stadium | 4 de mayo | 18:30 | Sánchez López        | 9 256  |
| F. C. Cartagena        | 1 – 0 | Racing de Santander | Cartagonova        | 4 de mayo | 18:30 | Muñiz Muñoz          | 2 662  |
| Deportivo de La Coruña | 5 – 1 | Albacete Balompié   | Abanca-Riazor      | 4 de mayo | 21:00 | Fuentes Molina       | 15 340 |
| C. D. Castellón        | 4 – 3 | Sporting de Gijón   | Nou Castalia       | 5 de mayo | 20:30 | Sesma Espinosa       | 9 426  |

| Cádiz C. F.         | 2 – 1 | U. D. Almería          | Nuevo Mirandilla          | 9 de mayo  | 20:30 | Palencia Caballero | 13 148 |
| C. D. Mirandés      | 3 – 2 | C. D. Castellón        | Anduva                    | 10 de mayo | 16:15 | Lax Franco         | 4 157  |
| Sporting de Gijón   | 2 – 1 | Deportivo de La Coruña | El Molinón                | 10 de mayo | 16:15 | Guzmán Mansilla    | 20 782 |
| Burgos C. F.        | 3 – 2 | Córdoba C. F.          | El Plantío                | 10 de mayo | 18:30 | Ávalos Barrera     | 8 504  |
| Elche C. F.         | 1 – 3 | Levante U. D.          | Martínez Valero           | 10 de mayo | 18:30 | Orellana Cid       | 28 039 |
| Real Zaragoza       | 3 – 2 | F. C. Cartagena        | La Romareda               | 10 de mayo | 21:00 | Sánchez Villalobos | 18 715 |
| Racing de Santander | 1 – 1 | Real Oviedo            | El Sardinero              | 11 de mayo | 14:00 | González Esteban   | 22 267 |
| Albacete Balompié   | 3 – 2 | S. D. Huesca           | Carlos Belmonte           | 11 de mayo | 18:30 | Mallo Fernández    | 8 371  |
| C. D. Eldense       | 1 – 0 | Málaga C. F.           | Nuevo Pepico Amat         | 11 de mayo | 18:30 | Galech Apezteguía  | 4 338  |
| C. D. Tenerife      | 0 – 0 | Racing de Ferrol       | Heliodoro Rodríguez López | 11 de mayo | 21:00 | Muresan            | 9 006  |
| Granada C. F.       | 0 – 2 | S. D. Eibar            | Nuevo Los Cármenes        | 12 de mayo | 21:00 | Huerta de Aza      | 14 923 |

| Levante U. D.          | 1 – 0 | Albacete Balompié   | Ciutat de València | 16 de mayo | 20:30 | Pérez Hernández      | 21 177 |
| Deportivo de La Coruña | 2 – 3 | Granada C. F.       | Abanca-Riazor      | 17 de mayo | 16:15 | Sánchez López        | 19 572 |
| S. D. Eibar            | 1 – 0 | Burgos C. F.        | Ipurúa             | 17 de mayo | 16:15 | González Díaz        | 4 401  |
| F. C. Cartagena        | 1 – 0 | C. D. Tenerife      | Cartagonova        | 17 de mayo | 18:30 | Moreno Aragón        | 1 708  |
| S. D. Huesca           | 2 – 1 | Elche C. F.         | El Alcoraz         | 17 de mayo | 18:30 | Cid Camacho          | 6 194  |
| Málaga C. F.           | 2 – 1 | Sporting de Gijón   | La Rosaleda        | 17 de mayo | 21:00 | Ais Reig             | 23 754 |
| Racing de Ferrol       | 1 – 0 | Cádiz C. F.         | A Malata           | 18 de mayo | 14:00 | Fuentes Molina       | 3 067  |
| C. D. Castellón        | 1 – 1 | C. D. Eldense       | Nou Castalia       | 18 de mayo | 16:15 | Arcediano Monescillo | 13 618 |
| Real Oviedo            | 1 – 0 | Real Zaragoza       | Carlos Tartiere    | 18 de mayo | 16:15 | De La Fuente Ramos   | 23 099 |
| U. D. Almería          | 2 – 0 | Racing de Santander | UD Almería Stadium | 18 de mayo | 21:00 | Sesma Espinosa       | 12 957 |
| Córdoba C. F.          | 1 – 2 | C. D. Mirandés      | Nuevo Arcángel     | 19 de mayo | 20:30 | Muñiz Muñoz          | 15 229 |

| Albacete Balompié | 2 – 0 | Racing de Ferrol       | Carlos Belmonte           | 24 de mayo | 18:30 | Huerta de Aza      | 6 972  |
| Burgos C. F.      | 2 – 3 | Levante U. D.          | El Plantío                | 25 de mayo | 18:30 | Sesma Espinosa     | 11 023 |
| Cádiz C. F.       | 4 – 0 | S. D. Huesca           | Nuevo Mirandilla          | 25 de mayo | 18:30 | Muresan            | 11 337 |
| Elche C. F.       | 2 – 0 | Málaga C. F.           | Martínez Valero           | 25 de mayo | 18:30 | González Esteban   | 25 914 |
| C. D. Eldense     | 3 – 3 | Racing de Santander    | Nuevo Pepico Amat         | 25 de mayo | 18:30 | Ávalos Barrera     | 5 616  |
| C. D. Mirandés    | 0 – 0 | U. D. Almería          | Anduva                    | 25 de mayo | 18:30 | Galech Apezteguía  | 5 122  |
| Sporting de Gijón | 3 – 2 | F. C. Cartagena        | El Molinón                | 25 de mayo | 18:30 | Orellana Cid       | 18 804 |
| Granada C. F.     | 2 – 1 | C. D. Castellón        | Nuevo Los Cármenes        | 25 de mayo | 18:30 | Pérez Hernández    | 16 512 |
| S. D. Eibar       | 4 – 1 | Córdoba C. F.          | Ipurúa                    | 25 de mayo | 18:30 | Lax Franco         | 4 467  |
| Real Zaragoza     | 1 – 0 | Deportivo de La Coruña | La Romareda               | 25 de mayo | 18:30 | Mallo Fernández    | 24 007 |
| C. D. Tenerife    | 0 – 1 | Real Oviedo            | Heliodoro Rodríguez López | 25 de mayo | 18:30 | Palencia Caballero | 9 651  |

| C. D. Castellón         | 4 – 1 | Real Zaragoza      | Nou Castalia       | 30 de mayo | 20:30 | Cid Camacho          | 10 938 |
| Racing de Ferrol        | 0 – 2 | Sporting de Gijón  | A Malata           | 31 de mayo | 16:15 | Sánchez Villalobos   | 3 773  |
| Málaga C. F.            | 2 – 2 | Burgos C. F.       | La Rosaleda        | 31 de mayo | 18:30 | Fuentes Molina       | 19 337 |
| U. D. Almería (P)       | 2 – 0 | C. D. Tenerife     | UD Almería Stadium | 1 de junio | 18:30 | Ais Reig             | 14 347 |
| F. C. Cartagena         | 1 – 3 | C. D. Mirandés (P) | Cartagonova        | 1 de junio | 18:30 | Guzmán Mansilla      | 2 743  |
| Deportivo de La Coruña  | 0 – 4 | Elche C. F.        | Abanca-Riazor      | 1 de junio | 18:30 | Sesma Espinosa       | 19 329 |
| Real Oviedo (P)         | 2 – 1 | Cádiz C. F.        | Carlos Tartiere    | 1 de junio | 18:30 | Galech Apezteguía    | 29 418 |
| Levante U. D. (C)       | 1 – 0 | S. D. Eibar        | Ciutat de València | 1 de junio | 18:30 | Muñiz Muñoz          | 22 624 |
| S. D. Huesca            | 3 – 2 | C. D. Eldense      | El Alcoraz         | 1 de junio | 18:30 | Moreno Aragón        | 5 010  |
| Racing de Santander (P) | 2 – 1 | Granada C. F.      | El Sardinero       | 1 de junio | 18:30 | Arcediano Monescillo | 22 298 |
| Córdoba C. F.           | 1 – 1 | Albacete Balompié  | Nuevo Arcángel     | 1 de junio | 21:00 | Sánchez López        | 11 586 |

Nota: La hora indicada para los partidos disputados en el Estadio Heliodoro Rodríguez López corresponde al huso horario peninsular.

### Tabla de resultados cruzados
| Local \ Visitante | ALB | ALM | BUR | CAD | CAR | CAS | COR | DEP | EIB | ELC | ELD | GRA | HUE | LEV | MAL | MIR | OVI | RFE | RAC | SPO | TEN | ZAR |
| ----------------- | --- | --- | --- | --- | --- | --- | --- | --- | --- | --- | --- | --- | --- | --- | --- | --- | --- | --- | --- | --- | --- | --- |
| Albacete          | —   | 2–1 | 2–0 | 3–0 | 3–1 | 0–0 | 1–1 | 2–5 | 0–1 | 1–0 | 0–1 | 0–2 | 3–2 | 0–0 | 2–0 | 3–2 | 2–2 | 2–0 | 2–2 | 3–3 | 2–1 | 2–1 |
| Almería           | 3–1 | —   | 2–0 | 1–1 | 2–1 | 2–5 | 4–0 | 2–1 | 2–2 | 1–1 | 5–0 | 2–1 | 0–0 | 1–0 | 2–2 | 1–0 | 1–1 | 2–1 | 2–0 | 1–1 | 2–0 | 4–1 |
| Burgos            | 1–0 | 3–1 | —   | 2–2 | 3–1 | 0–2 | 3–2 | 0–1 | 1–0 | 0–1 | 1–0 | 2–2 | 2–1 | 2–3 | 0–0 | 0–1 | 1–2 | 1–1 | 2–1 | 0–2 | 1–0 | 1–0 |
| Cádiz             | 1–0 | 2–1 | 1–1 | —   | 5–2 | 0–0 | 2–0 | 2–4 | 0–0 | 0–1 | 1–2 | 1–0 | 4–0 | 0–0 | 2–2 | 3–1 | 2–0 | 0–0 | 0–1 | 1–0 | 2–2 | 0–4 |
| Cartagena         | 0–0 | 1–2 | 0–1 | 1–2 | —   | 2–2 | 0–1 | 1–5 | 0–2 | 0–0 | 0–1 | 2–3 | 1–0 | 0–1 | 0–1 | 1–3 | 0–1 | 0–1 | 1–0 | 1–0 | 1–0 | 1–2 |
| Castellón         | 2–2 | 4–1 | 2–1 | 1–3 | 4–1 | —   | 1–2 | 2–2 | 2–0 | 0–2 | 1–1 | 2–3 | 0–1 | 2–0 | 2–0 | 1–3 | 0–0 | 0–0 | 0–1 | 4–3 | 2–1 | 4–1 |
| Córdoba           | 1–1 | 0–3 | 2–2 | 4–2 | 2–1 | 2–2 | —   | 2–0 | 2–1 | 1–2 | 2–0 | 5–0 | 1–2 | 2–2 | 0–0 | 1–2 | 0–0 | 3–1 | 1–2 | 1–1 | 3–0 | 2–2 |
| Deportivo         | 5–1 | 3–1 | 0–2 | 1–0 | 2–2 | 5–1 | 1–1 | —   | 1–0 | 0–4 | 1–1 | 2–3 | 0–0 | 1–2 | 0–0 | 0–4 | 0–1 | 1–0 | 1–2 | 1–1 | 0–0 | 1–1 |
| Eibar             | 1–1 | 1–0 | 1–0 | 1–0 | 1–0 | 1–0 | 4–1 | 0–1 | —   | 0–2 | 1–0 | 1–1 | 2–1 | 2–2 | 2–2 | 0–1 | 1–1 | 2–0 | 2–2 | 1–3 | 1–0 | 2–1 |
| Elche             | 2–2 | 1–2 | 1–0 | 2–1 | 2–1 | 3–1 | 3–1 | 0–0 | 2–0 | —   | 2–0 | 2–2 | 0–1 | 1–3 | 2–0 | 1–0 | 4–0 | 1–0 | 3–0 | 2–1 | 2–0 | 1–0 |
| Eldense           | 2–0 | 1–0 | 0–0 | 1–4 | 1–2 | 2–3 | 1–1 | 2–0 | 1–3 | 0–0 | —   | 0–3 | 2–1 | 1–2 | 1–0 | 2–2 | 1–1 | 0–0 | 3–3 | 1–2 | 2–1 | 2–3 |
| Granada           | 1–2 | 3–1 | 0–0 | 0–0 | 4–1 | 2–1 | 1–0 | 1–1 | 0–2 | 1–1 | 3–2 | —   | 1–3 | 1–2 | 2–2 | 0–0 | 1–0 | 3–0 | 3–0 | 3–1 | 4–0 | 2–2 |
| Huesca            | 2–2 | 2–2 | 0–1 | 3–1 | 4–0 | 1–1 | 4–1 | 2–1 | 2–1 | 2–1 | 3–2 | 1–1 | —   | 1–2 | 1–0 | 1–0 | 1–2 | 3–1 | 1–3 | 3–2 | 1–0 | 1–1 |
| Levante           | 1–0 | 4–2 | 3–1 | 1–1 | 3–0 | 3–2 | 2–2 | 2–1 | 1–0 | 1–1 | 3–1 | 3–1 | 1–1 | —   | 4–2 | 1–0 | 0–0 | 0–1 | 3–1 | 0–0 | 1–1 | 5–2 |
| Málaga            | 2–1 | 1–1 | 2–2 | 0–2 | 1–0 | 1–0 | 0–1 | 1–1 | 1–0 | 0–3 | 3–0 | 1–0 | 1–0 | 1–1 | —   | 1–1 | 0–0 | 2–0 | 0–0 | 2–1 | 1–0 | 1–2 |
| Mirandés          | 2–0 | 0–0 | 2–1 | 2–2 | 3–1 | 3–2 | 1–0 | 2–2 | 1–0 | 3–0 | 1–0 | 0–1 | 1–0 | 2–1 | 3–2 | —   | 1–0 | 4–1 | 2–1 | 1–1 | 2–0 | 0–0 |
| Oviedo            | 1–0 | 3–2 | 3–1 | 2–1 | 1–0 | 1–0 | 2–3 | 1–2 | 1–0 | 1–1 | 0–0 | 2–0 | 0–3 | 1–0 | 2–1 | 4–1 | —   | 3–0 | 1–3 | 1–1 | 3–1 | 1–0 |
| Ferrol            | 1–4 | 1–4 | 0–1 | 1–0 | 0–0 | 1–3 | 0–1 | 0–1 | 0–0 | 1–0 | 1–0 | 0–1 | 0–0 | 0–0 | 2–2 | 0–0 | 1–5 | —   | 1–2 | 0–2 | 1–1 | 1–2 |
| Racing            | 1–1 | 2–2 | 2–0 | 2–3 | 1–2 | 1–1 | 2–0 | 2–1 | 2–2 | 2–0 | 2–2 | 2–1 | 0–1 | 1–0 | 2–1 | 0–1 | 1–1 | 6–0 | —   | 1–0 | 2–1 | 2–0 |
| Sporting          | 0–2 | 1–1 | 2–0 | 2–0 | 3–2 | 2–1 | 2–0 | 2–1 | 0–0 | 1–1 | 0–0 | 1–2 | 2–1 | 1–2 | 1–3 | 3–1 | 3–1 | 1–3 | 1–1 | —   | 1–3 | 1–0 |
| Tenerife          | 3–1 | 0–1 | 0–0 | 2–1 | 2–0 | 2–0 | 2–3 | 0–0 | 1–1 | 1–1 | 0–1 | 2–1 | 2–0 | 0–3 | 0–0 | 1–0 | 0–1 | 0–0 | 0–1 | 1–1 | —   | 2–3 |
| Zaragoza          | 0–1 | 1–2 | 0–1 | 0–0 | 3–2 | 1–2 | 1–1 | 1–0 | 2–2 | 3–0 | 2–4 | 2–1 | 1–1 | 2–1 | 0–0 | 1–0 | 2–3 | 1–0 | 2–3 | 1–1 | 2–2 | —   |

## Promoción de ascenso a Primera División

### Clasificados
- Real Oviedo (3.º)
- C. D. Mirandés (4.º)
- Racing de Santander (5.º)
- U. D. Almería (6.º)

### Cuadro
|  | Semifinales                                                    | Semifinales                                                    | Semifinales                                                    | Semifinales                                                    |   |                | Final                    | Final                    | Final                    | Final                    |  |
|  | 7 y 8 de junio de 2025 (ida) 11 y 12 de junio de 2025 (vuelta) | 7 y 8 de junio de 2025 (ida) 11 y 12 de junio de 2025 (vuelta) | 7 y 8 de junio de 2025 (ida) 11 y 12 de junio de 2025 (vuelta) | 7 y 8 de junio de 2025 (ida) 11 y 12 de junio de 2025 (vuelta) |   |                | 15 y 21 de junio de 2025 | 15 y 21 de junio de 2025 | 15 y 21 de junio de 2025 | 15 y 21 de junio de 2025 |  |
|  |                                                                |                                                                |                                                                |                                                                |   |                |                          |                          |                          |                          |  |
|  |                                                                |                                                                |                                                                |                                                                |   |                |                          |                          |                          |                          |  |
|  | Racing de Santander                                            | 3                                                              | 1                                                              | 4                                                              |   |                |                          |                          |                          |                          |  |
|  | Racing de Santander                                            | 3                                                              | 1                                                              | 4                                                              |   |                |                          |                          |                          |                          |  |
|  | C. D. Mirandés                                                 | 3                                                              | 4                                                              | 7                                                              |   |                |                          |                          |                          |                          |  |
|  | C. D. Mirandés                                                 | 3                                                              | 4                                                              | 7                                                              |   | C. D. Mirandés | 1                        | 1                        | 2                        |                          |  |
|  |                                                                |                                                                |                                                                |                                                                |   | C. D. Mirandés | 1                        | 1                        | 2                        |                          |  |
|  |                                                                |                                                                | Real Oviedo                                                    | 0                                                              | 3 | 3              |                          |                          |                          |                          |  |
|  | U. D. Almería                                                  | 1                                                              | Real Oviedo                                                    | 0                                                              | 3 | 3              | 1                        | 2                        |                          |                          |  |
|  | U. D. Almería                                                  | 1                                                              |                                                                |                                                                |   |                | 1                        | 2                        |                          |                          |  |
|  | Real Oviedo                                                    | 2                                                              | 1                                                              | 3                                                              |   |                |                          |                          |                          |                          |  |
|  | Real Oviedo                                                    | 2                                                              | 1                                                              | 3                                                              |   |                |                          |                          |                          |                          |  |
|  |                                                                |                                                                |                                                                |                                                                |   |                |                          |                          |                          |                          |  |

### Semifinales

#### Real Oviedo(3.º) vs.U. D. Almería(6.º)
| Ida; 7 de junio de 2025; 21:00 | U. D. Almería | 1:2 (1:1) | Real Oviedo     | UD Almería Stadium, Almería                         |                                                     |
|                                | Arribas 16'   | Reporte   | Vidal 14' 90+3' | Árbitro(s): Arcediano Monescillo VAR: Gálvez Rascón | Árbitro(s): Arcediano Monescillo VAR: Gálvez Rascón |

| Vuelta; 11 de junio de 2025; 21:00 | Real Oviedo | 1:1 (1:1) (Global 3:2) | U. D. Almería | Carlos Tartiere, Oviedo                      |                                              |
|                                    | Cazorla 49' | Reporte                | Melero 24'    | Árbitro(s): González Esteban VAR: López Toca | Árbitro(s): González Esteban VAR: López Toca |

| Pasa a la final Real Oviedo |

#### C. D. Mirandés(4.º) vs.Real Racing Club de Santander(5.º)
| Ida; 8 de junio de 2025; 18:30 | Racing de Santander                              | 3:3 (1:2) | C. D. Mirandés                       | El Sardinero, Santander                         |                                                 |
|                                | - Vicente 40' - Andrés 71' - Alonso 90+8' (a.g.) | Reporte   | - Izeta 31' - Rincón 34' - Reina 56' | Árbitro(s): Sánchez López VAR: González Francés | Árbitro(s): Sánchez López VAR: González Francés |

| Vuelta; 12 de junio de 2025; 21:00 | C. D. Mirandés                                          | 4:1 (1:1) (Global 7:4) | Racing de Santander | Anduva, Miranda de Ebro                         |                                                 |
|                                    | - Izeta 7' 70' - Ezkieta 63' (a.g.) - Castro 66' (a.g.) | Reporte                | - Gueye 12'         | Árbitro(s): Guzmán Mansilla VAR: Milla Alvendiz | Árbitro(s): Guzmán Mansilla VAR: Milla Alvendiz |

| Pasa a la final C. D. Mirandés |

### Final

#### Real Oviedo(3.º) vs.C. D. Mirandés(4.º)
| Ida; 15 de junio de 2025; 19:00 | C. D. Mirandés | 1:0 (1:0) | Real Oviedo | Anduva, Miranda de Ebro                                                             |                                                                                     |
|                                 | Reina 3'       | Reporte   |             | Asistencia: 5409 espectadores Árbitro(s): Galech Apezteguía VAR: Caparrós Hernández | Asistencia: 5409 espectadores Árbitro(s): Galech Apezteguía VAR: Caparrós Hernández |

| Vuelta; 21 de junio de 2025; 21:00 | Real Oviedo                                      | 3:1 (2:1; 1:1) (t. s.)(Global 3:2) | C. D. Mirandés | Carlos Tartiere, Oviedo                                     |                                                             |
|                                    | - Cazorla 39' (pen.) - Ilyas 52' - Portillo 103' | Reporte                            | Panichelli 16' | Árbitro(s): Sesma Espinosa VAR: Gorostegui Fernández-Ortega | Árbitro(s): Sesma Espinosa VAR: Gorostegui Fernández-Ortega |

| Asciende a Primera División Real Oviedo |

## Datos y estadísticas

### Máximos goleadores
Al finalizar la temporada, el máximo goleador de la competición recibe el Trofeo Pichichi y el máximo goleador español recibe el Trofeo Zarra.
| Pos. | Jugador            | Equipo                 | Goles | Part. | Prom. |
| ---- | ------------------ | ---------------------- | ----- | ----- | ----- |
| 1    | Luis Suárez        | Almería                | 27    | 41    | 0.66  |
| 2    | Joaquín Panichelli | Mirandés               | 20    | 40    | 0.5   |
| 3    | Andrés Martín      | Racing de Santander    | 16    | 41    | 0.39  |
| 4    | Yeremay Hernández  | Deportivo de La Coruña | 15    | 39    | 0.38  |
| 5    | Myrto Uzuni        | Granada                | 14    | 18    | 0.78  |
| 6    | Alexandre Zurawski | Real Oviedo            | 14    | 40    | 0.35  |
| 7    | Patrick Soko       | Huesca                 | 13    | 37    | 0.35  |
| 8    | Juan Carlos Arana  | Racing de Santander    | 13    | 38    | 0.34  |
| 9    | Raúl Sánchez       | Castellón              | 12    | 34    | 0.35  |
| 10   | Juan Otero         | Sporting               | 12    | 35    | 0.34  |
| 11   | Urko Izeta         | Mirandés               | 12    | 40    | 0.3   |
| 12   | Roger Brugué       | Levante                | 11    | 37    | 0.3   |
| 13   | Jon Bautista       | Eibar                  | 11    | 37    | 0.3   |
| 14   | Israel Suero       | Castellón              | 11    | 38    | 0.29  |
| 15   | José Luis Morales  | Levante                | 11    | 42    | 0.26  |

Fuente: BeSoccer.

### Máximos asistentes
La siguiente tabla muestra el ranking de máximos asistentes de la competición:
| Pos. | Jugador            | Equipo              | Asist. | Part. | Prom. |
| ---- | ------------------ | ------------------- | ------ | ----- | ----- |
| 1    | Andrés Martín      | Racing de Santander | 17     | 41    | 0.41  |
| 2    | Álex Calatrava     | Castellón           | 11     | 32    | 0.34  |
| 3    | Álex Sancris       | Burgos              | 11     | 36    | 0.31  |
| 4    | Cristian Carracedo | Córdoba             | 11     | 40    | 0.28  |
| 5    | Carlos Álvarez     | Levante             | 11     | 42    | 0.26  |
| 6    | Josan Ferrández    | Elche               | 10     | 32    | 0.31  |
| 7    | Iñigo Vicente      | Racing de Santander | 10     | 40    | 0.25  |
| 8    | Jonathan Dubasin   | Sporting de Gijón   | 9      | 37    | 0.24  |
| 9    | Nico Fernández     | Elche               | 8      | 33    | 0.24  |
| 10   | Luismi Cruz        | Tenerife            | 8      | 38    | 0.21  |
| 11   | Luis Suárez        | Almería             | 8      | 41    | 0.2   |
| 12   | Ignasi Vilarrasa   | Huesca              | 8      | 41    | 0.2   |
| 13   | Dani Tasende       | Real Zaragoza       | 7      | 34    | 0.21  |
| 14   | Awer Mabil         | Castellón           | 6      | 14    | 0.43  |
| 15   | Jacobo González    | Córdoba             | 6      | 34    | 0.18  |

Fuente: BeSoccer.

### Mejor portero
Al finalizar la temporada, el portero con el menor coeficiente de goles encajados recibe el Trofeo Zamora.
| Pos. | Jugador            | Equipo                 | G.R. | P.J. | Coef. |
| ---- | ------------------ | ---------------------- | ---- | ---- | ----- |
| 1    | Matías Dituro      | Elche                  | 33   | 38   | 0.87  |
| 2    | Dani Jiménez       | Huesca                 | 28   | 32   | 0.88  |
| 3    | Jonmi Magunagoitia | Eibar                  | 29   | 31   | 0.94  |
| 4    | Raúl Fernández     | Mirandés               | 40   | 42   | 0.95  |
| 5    | Aarón Escandell    | Real Oviedo            | 40   | 41   | 0.98  |
| 6    | Andrés Fernández   | Levante                | 42   | 41   | 1.02  |
| 7    | Alfonso Herrero    | Málaga                 | 42   | 40   | 1.05  |
| 8    | Ander Cantero      | Burgos                 | 48   | 42   | 1.14  |
| 9    | Helton Leite       | Deportivo de La Coruña | 43   | 37   | 1.16  |
| 10   | David Gil          | Cádiz                  | 41   | 35   | 1.17  |
| 11   | Rubén Yáñez        | Sporting de Gijón      | 46   | 39   | 1.18  |
| 12   | Jokin Ezkieta      | Racing de Santander    | 51   | 42   | 1.21  |
| 13   | Gaëtan Poussin     | Real Zaragoza          | 40   | 32   | 1.25  |
| 14   | Raúl Lizoain       | Albacete               | 46   | 36   | 1.28  |
| 15   | Gonzalo Crettaz    | Castellón              | 58   | 39   | 1.49  |
| 16   | Carlos Marín       | Córdoba                | 60   | 40   | 1.5   |
| 17   | Chus Ruiz          | Racing de Ferrol       | 53   | 35   | 1.51  |
| 18   | Luís Maximiano     | Almería                | 45   | 28   | 1.61  |
| 19   | Pablo Cuñat        | Cartagena              | 65   | 35   | 1.86  |

Fuente: Marca. Para participar en el ranking, los guardametas deben haber jugado al menos 60 minutos en un mínimo de 28 partidos.

### Tripletes o más
A continuación se detallan los tripletes conseguidos a lo largo de la temporada.
| N.º | Fecha      | Jugador     | Goles       | Local                  |                                    | Resultado |                                | Visitante         | Rep.       |
| --- | ---------- | ----------- | ----------- | ---------------------- | ---------------------------------- | --------- | ------------------------------ | ----------------- | ---------- |
| 1   | 30/11/2024 | Lucas Pérez | 57' 81' 84' | Cádiz C. F.            | Bandera de Andalucía               | 2 – 4     | Bandera de Galicia             | R. C. Deportivo   | Jornada 17 |
| 2   | 17/12/2024 | Myrto Uzuni | 14' 27' 73' | Granada C. F.          | Bandera de Andalucía               | 4 – 1     | Bandera de la Región de Murcia | Cartagena F. C.   | Jornada 20 |
| 3   | 18/12/2024 | Luis Suárez | 33' 51' 63' | Racing de Ferrol       | Bandera de Galicia                 | 1 – 4     | Bandera de Andalucía           | U. D. Almería     | Jornada 20 |
| 4   | 22/12/2024 | Urko Izeta  | 36' 55' 63' | Deportivo de La Coruña | Bandera de Galicia                 | 1 – 4     | Bandera de Castilla y León     | C. D. Mirandés    | Jornada 21 |
| 5   | 05/05/2025 | Juan Otero  | 31' 53' 91' | C. D. Castellón        | Bandera de la Comunidad Valenciana | 4 – 3     | Bandera de Asturias            | Sporting de Gijón | Jornada 38 |

### Autogoles
A continuación se detallan los autogoles marcados a lo largo de la temporada.
| N.º | Fecha      | Jugador           | Minuto       | Local                  |                                    | Resultado |                                    | Visitante              | Rep.                   |
| --- | ---------- | ----------------- | ------------ | ---------------------- | ---------------------------------- | --------- | ---------------------------------- | ---------------------- | ---------------------- |
| 1   | 07/09/2024 | Pablo Martinez    | 1 - 0, 17'   | Granada C. F.          | Bandera de Andalucía               | 1 – 1     | Bandera de Galicia                 | R. C. Deportivo        | Jornada 4              |
| 2   | 09/09/2024 | Raúl Lizoain      | 0 - 1, 18'   | Albacete Balompié      | Bandera de Castilla-La Mancha      | 0 – 1     | Bandera del País Vasco             | S. D. Eibar            | Jornada 4              |
| 3   | 14/09/2024 | Jorge Pulido      | 1 - 0, 42'   | Málaga C. F.           | Bandera de Andalucía               | 1 – 0     | Bandera de Aragón                  | S. D. Huesca           | Jornada 5              |
| 4   | 22/09/2024 | Edgar González    | 0 - 1, 25'   | U. D. Almería          | Bandera de Andalucía               | 2 – 2     | Bandera del País Vasco             | S. D. Eibar            | Jornada 6              |
| 5   | 05/10/2024 | José Corpas       | 1 - 2, 39'   | S. D. Eibar            | Bandera del País Vasco             | 1 – 3     | Bandera de Asturias                | R. C. Deportivo        | Jornada 8              |
| 6   | 24/10/2024 | Róber Pier        | 2 - 1, 87'   | Sporting de Gijón      | Bandera de Asturias                | 2 – 1     | Bandera de Aragón                  | S. D. Huesca           | Jornada 11             |
| 7   | 27/10/2024 | Jon García        | 2 - 3, 85'   | Albacete Balompié      | Bandera de Castilla-La Mancha      | 3 – 3     | Bandera de Asturias                | Sporting de Gijón      | Jornada 12             |
| 8   | 02/11/2024 | Dani Barcia       | 1 - 2, 69'   | F. C. Cartagena        | Bandera de la Región de Murcia     | 1 – 5     | Bandera de Galicia                 | R. C. Deportivo        | Jornada 13             |
| 9   | 20/11/2024 | Bojan Kovačević   | 0 - 1, 35'   | Cádiz C. F.            | Bandera de Andalucía               | 2 – 4     | Bandera de Galicia                 | R. C. Deportivo        | Jornada 17             |
| 10  | 08/12/2024 | Fernando Martínez | 1 - 0, 12'   | Málaga C. F.           | Bandera de Andalucía               | 1 – 1     | Bandera de Andalucía               | U. D. Almería          | Jornada 18             |
| 11  | 08/12/2024 | Álex Pastor       | 1 - 1, 90+6' | Málaga C. F.           | Bandera de Andalucía               | 1 – 1     | Bandera de Andalucía               | U. D. Almería          | Jornada 18             |
| 12  | 07/01/2025 | Edgar Badia       | 0 - 2, 71'   | C. D. Tenerife         | Bandera de Canarias                | 0 – 3     | Bandera de la Comunidad Valenciana | Levante U. D.          | Jornada 14             |
| 13  | 25/01/2025 | Saúl García       | 1 - 0, 5'    | Córdoba C. F.          | Bandera de Andalucía               | 1 – 2     | Bandera de Cantabria               | Racing de Santander    | Jornada 24             |
| 14  | 08/02/2025 | Naldo Gomes       | 0 - 1, 4'    | Racing de Ferrol       | Bandera de Galicia                 | 1 – 3     | Bandera de la Comunidad Valenciana | C. D. Castellón        | Jornada 26             |
| 15  | 01/03/2025 | Dani Jiménez      | 0 - 1, 1'    | S. D. Huesca           | Bandera de Aragón                  | 3 – 1     | Bandera de Galicia                 | Racing de Ferrol       | Jornada 29             |
| 16  | 15/03/2025 | Edgar González    | 2 - 1, 25'   | U. D. Almería          | Bandera de Andalucía               | 4 – 1     | Bandera de Aragón                  | Real Zaragoza          | Jornada 31             |
| 17  | 22/03/2025 | Manu Hernando     | 2 - 1, 75'   | C. D. Mirandés         | Bandera de Castilla y León         | 2 – 1     | Bandera de Cantabria               | Racing de Santander    | Jornada 32             |
| 18  | 23/03/2025 | Rubén Alcaraz     | 1 - 0, 25'   | C. D. Tenerife         | Bandera de Canarias                | 2 – 1     | Bandera de Andalucía               | Cádiz C. F.            | Jornada 32             |
| 19  | 28/03/2025 | Manu Lama         | 1 - 1, 54'   | C. D. Tenerife         | Bandera de Canarias                | 2 – 1     | Bandera de Andalucía               | Granada C. F.          | Jornada 33             |
| 20  | 30/03/2025 | Manu Molina       | 2 - 1, 90+3' | Real Oviedo            | Bandera de Asturias                | 2 – 1     | Bandera de Andalucía               | Málaga C. F.           | Jornada 33             |
| 21  | 18/04/2025 | Sergio Postigo    | 1 - 0, 33'   | Sporting de Gijón      | Bandera de Asturias                | 3 – 1     | Bandera de Castilla y León         | C. D. Mirandés         | Jornada 36             |
| 22  | 21/04/2025 | Nélson Monte      | 2 - 2, 71'   | S. D. Eibar            | Bandera del País Vasco             | 2 – 2     | Bandera de Andalucía               | Málaga C. F.           | Jornada 36             |
| 23  | 26/04/2025 | Pedro Alcalá      | 1 - 0, 6'    | Albacete Balompié      | Bandera de Castilla-La Mancha      | 3 – 1     | Bandera de la Región de Murcia     | F. C. Cartagena        | Jornada 37             |
| 24  | 26/04/2025 | Ignasi Miquel     | 1 - 0, 27'   | Real Oviedo            | Bandera de Asturias                | 1 – 0     | Bandera de la Comunidad Valenciana | Levante U. D.          | Jornada 37             |
| 25  | 04/05/2025 | Jaime Sánchez     | 1 - 1, 30'   | Deportivo de La Coruña | Bandera de Galicia                 | 5 – 1     | Bandera de Castilla-La Mancha      | Albacete Balompié      | Jornada 38             |
| 26  | 05/05/2025 | Kevin Vázquez     | 4 - 2, 71'   | C. D. Castellón        | Bandera de la Comunidad Valenciana | 4 – 3     | Bandera de Asturias                | Sporting de Gijón      | Jornada 38             |
| 27  | 11/05/2025 | Lalo Aguilar      | 1 - 1, 57'   | Albacete Balompié      | Bandera de Castilla-La Mancha      | 3 – 2     | Bandera de Aragón                  | S. D. Huesca           | Jornada 39             |
| 28  | 16/05/2025 | Pepe Sánchez      | 1 - 0, 46'   | Levante U. D.          | Bandera de la Comunidad Valenciana | 1 – 0     | Bandera de Castilla-La Mancha      | Albacete Balompié      | Jornada 40             |
| 29  | 25/05/2025 | Charlie Patino    | 1 - 0, 56'   | Real Zaragoza          | Bandera de Aragón                  | 1 – 0     | Bandera de Galicia                 | Deportivo de La Coruña | Jornada 41             |
| 30  | 08/06/2025 | Julio Alonso      | 3 - 3, 90+8' | Racing de Santander    | Bandera de Cantabria               | 3 – 3     | Bandera de Castilla y León         | C. D. Mirandés         | Promoción (Jornada 43) |
| 31  | 12/06/2025 | Jokin Ezkieta     | 2 - 1, 63'   | C. D. Mirandés         | Bandera de Castilla y León         | 4 – 1     | Bandera de Cantabria               | Racing de Santander    | Promoción (Jornada 44) |
| 32  | 12/06/2025 | Javi Castro       | 3 - 1, 66'   | C. D. Mirandés         | Bandera de Castilla y León         | 4 – 1     | Bandera de Cantabria               | Racing de Santander    | Promoción (Jornada 44) |

### Récords
| Récords de jugadores       | Récords de jugadores | Récords de jugadores  | Récords de jugadores | Récords de jugadores               | Récords de jugadores | Récords de jugadores          | Récords de jugadores | Récords de jugadores |
| Récord                     | Fecha                | Jugador               | Local                |                                    | Resultado            |                               | Visitante            | Rep.                 |
| -------------------------- | -------------------- | --------------------- | -------------------- | ---------------------------------- | -------------------- | ----------------------------- | -------------------- | -------------------- |
| Primer gol de la temporada | 15/08/2024           | Miguel Rubio          | Granada C. F.        | Bandera de Andalucía               | 1 – 2                | Bandera de Castilla-La Mancha | Albacete Balompié    | Jornada 1            |
| Último gol de la temporada | 01/06/2025           | Jacobo González       | Córdoba C. F.        | Bandera de Andalucía               | 1 – 1                | Bandera de Castilla-La Mancha | Albacete Balompié    | Jornada 42           |
| Gol anotado más pronto     | 10/03/2025           | Borja Sánchez (0:15)  | Burgos C. F.         | Bandera de Castilla y León         | 1 – 0                | Bandera de Castilla-La Mancha | Albacete Balompié    | Jornada 30           |
| Gol anotado más tarde      | 11/05/2025           | Iván Chapela (103:06) | C. D. Eldense        | Bandera de la Comunidad Valenciana | 3 – 3                | Bandera de Cantabria          | Racing de Santander  | Jornada 41           |

| Récords de equipos          | Récords de equipos | Récords de equipos       | Récords de equipos     | Récords de equipos                 | Récords de equipos | Récords de equipos                 | Récords de equipos     | Récords de equipos |
| Récord                      | Fecha              | Equipo/s                 | Local                  |                                    | Resultado          |                                    | Visitante              | Rep.               |
| --------------------------- | ------------------ | ------------------------ | ---------------------- | ---------------------------------- | ------------------ | ---------------------------------- | ---------------------- | ------------------ |
| Más goles en un partido     | 16/09/2025         | Almería y Castellón (7)  | U. D. Almería          | Bandera de Andalucía               | 2 – 5              | Bandera de la Comunidad Valenciana | C. D. Castellón        | Jornada 5          |
| Más goles en un partido     | 27/09/2024         | Albacete y Deportivo (7) | Albacete Balompié      | Bandera de Castilla-La Mancha      | 2 – 5              | Bandera de Galicia                 | Deportivo de La Coruña | Jornada 7          |
| Más goles en un partido     | 09/02/2025         | Cádiz y Cartagena (7)    | Cádiz C. F.            | Bandera de Andalucía               | 5 – 2              | Bandera de la Región de Murcia     | F. C. Cartagena        | Jornada 26         |
| Más goles en un partido     | 19/04/2025         | Levante y Zaragoza (7)   | Levante U. D.          | Bandera de la Comunidad Valenciana | 5 – 2              | Bandera de Aragón                  | Real Zaragoza          | Jornada 36         |
| Más público en un partido   | 01/06/2025         | Real Oviedo (29 418)     | Real Oviedo            | Bandera de Asturias                | 2 – 1              | Bandera de Andalucía               | Cádiz C. F.            | Jornada 42         |
| Menos público en un partido | 17/05/2025         | Cartagena (1 708)        | F. C. Cartagena        | Bandera de la Región de Murcia     | 1 – 0              | Bandera de Canarias                | C. D. Tenerife         | Jornada 40         |
| Mayor victoria local        | 19/01/2025         | Racing de Santander (+6) | Racing de Santander    | Bandera de Cantabria               | 6 – 0              | Bandera de Galicia                 | Racing de Ferrol       | Jornada 23         |
| Mayor victoria visitante    | 16/08/2024         | Real Zaragoza (+4)       | Cádiz C. F.            | Bandera de Andalucía               | 0 – 4              | Bandera de Aragón                  | Real Zaragoza          | Jornada 1          |
| Mayor victoria visitante    | 22/12/2024         | Mirandés (+4)            | Deportivo de La Coruña | Bandera de Galicia                 | 0 – 4              | Bandera de Castilla y León         | C. D. Mirandés         | Jornada 21         |
| Mayor victoria visitante    | 01/06/2025         | Elche (+4)               | Deportivo de La Coruña | Bandera de Galicia                 | 0 – 4              | Bandera de la Comunidad Valenciana | Elche C. F.            | Jornada 42         |

## Premios

### Premios mensuales
LALIGA entregó el premio al mejor jugador de la categoría de forma mensual a jugadores seleccionados a través de una votación:
| Mejor jugador del mes | Mejor jugador del mes | Mejor jugador del mes | Mejor jugador del mes    | Mejor jugador del mes |
| --------------------- | --------------------- | --------------------- | ------------------------ | --------------------- |
| Agosto                | Andrés Martín (RAC)   | Enero                 | Alexandre Zurawski (OVI) |                       |
| Septiembre            | Álex Sancris (BUR)    | Febrero               | Javier Ontiveros (CAD)   |                       |
| Octubre               | Iñigo Vicente (RAC)   | Marzo                 | Joaquín Panichelli (MIR) |                       |
| Noviembre             | Alfonso Herrero (MAL) | Abril                 | Lucas Boyé (GRA)         |                       |
| Diciembre             | Patrick Soko (HUE)    |                       |                          |                       |

## Fichajes

### Fichajes más caros del mercado de verano
| Jugador           | Club de destino        | Club de origen | Precio (€)  | Ref.   |
| ----------------- | ---------------------- | -------------- | ----------- | ------ |
| Luís Maximiano    | Almería                | Lazio          | 8 100 000 € | [ 68 ] |
| Andrés Martín     | Racing de Santander    | Rayo Vallecano | 2 000 €     | [ 69 ] |
| Samed Baždar      | Real Zaragoza          | Partizán       | 1 500 000 € | [ 70 ] |
| Haissem Hassan    | Real Oviedo            | Villarreal     | 1 500 000 € | [ 71 ] |
| Juan Carlos Arana | Racing de Santander    | Eibar          | 1 500 000 € | [ 72 ] |
| Charlie Patino    | Deportivo de La Coruña | Arsenal        | 1 200 000 € | [ 73 ] |
| Bruno Langa       | Almería                | Chaves         | 1 200 000 € | [ 74 ] |
| Daniel Paraschiv  | Real Oviedo            | Hermannstadt   | 700 000 €   | [ 75 ] |
| Bernardo Vital    | Real Zaragoza          | Estoril Praia  | 600 000 €   | [ 76 ] |
| Loïc Williams     | Tenerife               | Granada        | 600 000 €   | [ 77 ] |

| Fuente: Transfermarkt. |

### Fichajes más caros del mercado de invierno
| Jugador                       | Club de destino | Club de origen | Precio (€)  | Ref.   |
| ----------------------------- | --------------- | -------------- | ----------- | ------ |
| Juan Diego Molina "Stoichkov" | Granada         | Alavés         | 2 500 000 € | [ 78 ] |
| Jairo Izquierdo               | Elche           | Cartagena      | 300 000 €   | [ 79 ] |
| Zakaria Eddahchouri           | Deportivo       | Telstar        | 300 000 €   | [ 80 ] |
| Nick Markanich                | Castellón       | Charleston     | 175 000 €   | [ 81 ] |
| Manu Sánchez                  | Levante         | Górnik Zabrze  | 120 000 €   | [ 82 ] |
| Iker Recio                    | Cádiz           | Antequera      | 100 000 €   | [ 83 ] |
| Mario Climent                 | Cádiz           | Mérida         | 100 000 €   | [ 84 ] |
| Javi Moreno                   | Albacete        | Arenteiro      | 100 000 €   | [ 85 ] |

| Fuentes: Transfermarkt. |